# Geschichte von Florenz
Dieser Artikel behandelt die Geschichte der Stadt Florenz. 

Panoramabild von Florenz

## Antike
Im Gegensatz zu dem auf einem Hügel in der Nähe gelegene Faesulae (Fiesole), ist Florentia nicht etruskischen Ursprungs, sondern wurde erst durch Rom gegründet, wahrscheinlich im Zusammenhang mit dem Bau der Via Flaminia, einem Teil der späteren Via Cassia von Bononia (Bologna) nach Arretium (Arezzo), 187 v. Chr. am Übergang dieser Straße über den Arnus (Arno) gebaut. Aus antiken Zeiten ist wenig über die Stadt bekannt; im Krieg zwischen Marius und Sulla scheint sie in Mitleidenschaft gezogen worden zu sein, und im Jahr 15 n. Chr. widersetzte sie sich der Umleitung eines Teils des Wassers des Clanis (Chiana) in den Arno. Tacitus erwähnt die Kolonie, und Florus beschreibt sie bereits als eine municipia splendissima (eine „prächtige Stadt“).
Ein Bischof von Florenz wird im Jahr 313 erwähnt. Das erste Ereignis von Bedeutung ist die Belagerung der Stadt durch die Goten im Jahr 405 und ihre Befreiung durch den römischen General Stilicho. Nach dem Untergang des Weströmischen Reiches 476 wurde Italien nach 493 von den Ostgoten beherrscht, wobei es zu einer letzten Blüte der spätantiken Kultur kam.
Der oströmische Kaiser Justinian I. betrieb jedoch eine Restaurationspolitik und ließ ab 535 Italien in blutigen Kämpfen von seinen Generälen Belisar und Narses zurückerobern. Der Ostgotenkönig Totila belagerte 542 Florenz, wurde aber von einer kaiserlichen Garnison zurückgeschlagen; später wurde es von den Goten besetzt. Die Langobarden tauchten um 570 in der Toskana auf, und im achten Jahrhundert wird ein Gudibrandus Dux civitatis Florentinorum genannt, woraus man schließen kann, dass Florenz die Hauptstadt eines Herzogtums (eine der Untereinheiten des Langobardenreiches) war; Ostrom konnte nur einige Küstenregionen halten.

## Mittelalter

### Von der fränkischen Herrschaft bis zum Investiturstreit
Siehe auch Markgrafschaft Tuscien
Der Frankenkönig Karl der Große war 786 in Florenz und verlieh der Stadt viele Begünstigungen, die durch ihre Lage an der Straße von Norditalien nach Rom an Bedeutung gewann. Zur Zeit des Kampfes gegen die Simonie und die Korruption des Klerus stand San Giovanni Gualberto vom Kloster San Salvi an der Spitze der Bewegung in Florenz. Die simonische Wahl von Pietro Mezzabarba zum Bischof von Florenz 1068 verursachte schwere Unruhen und eine lange Kontroverse mit Rom, die nach einer Feuerprobe des Mönchs Petrus Igneus aus der Reformbewegung mit dessen Triumph endete. Dieses Ereignis markiert den Beginn eines florentinischen Selbstbewusstseins.
Unter den karolingischen Kaisern war die Toskana eine Markgrafschaft, und die Markgrafen wurden so mächtig, dass sie selbst dem Reich gegenüber gefährlich werden konnten. Unter Kaiser Otto I. war ein Ugo († 1001) Markgraf, und Kaiser Konrad II. (1024 gewählt) ernannte Bonifaz von Canossa zum Markgrafen von Tuszien, einem Territorium, das sich vom Po bis zu den Grenzen des römischen Staates erstreckte. Bonifaz starb 1052, und im folgenden Jahr ging die Markgrafschaft auf seine Tochter über, die berühmte Gräfin Matilda, die 40 Jahre lang herrschte und in der Geschichte Italiens in dieser Epoche eine prominente Rolle spielte.
In den Investiturkriegen stand Matilda stets auf der päpstlichen Seite (später Guelfen genannt) gegen den Kaiser und die Partei, die dann Ghibellinen genannt wurde; sie führte oft selbst Armeen in die Schlacht. Zu dieser Zeit begann das Volk von Florenz, erstmals politischen Einfluss zu gewinnen, und während die Gräfin den Gerichtshöfen im Namen des Reichs präsidierte, wurde ihr von einer Gruppe von Feudaladligen, Richtern, Juristen etc. assistiert, die wie sonst in der Toskana die boni homines oder sapientes bildeten. Da die Gräfin häufig abwesend war, fällten die boni homines ohne sie Urteile und ebneten so den Weg für eine freie Stadt. Die Bürger befanden sich in Opposition zum Adel im Hügelland um die Stadt, teutonischen Lehnsmännern mit ghibellischen Sympathien, die die Handelsinteressen der Stadt behinderten. Florenz führte mit diesen Adligen und anderen Städten häufig auf eigene Rechnung Krieg, wenn auch im Namen der Gräfin. Die Bürger fingen an, sich in Gruppen und Verbänden zu organisieren, die den Keim für die arti oder Gilden bildeten. Nach dem Tod der Markgräfin Matilda 1115 beherrschten und verwalteten die grandi oder boni homines weiterhin die Justiz, jetzt aber im Namen des Volkes – eine Änderung, die sich zunächst kaum bemerkbar machte, die aber die Gründung der Kommune markiert und den Beginn einer Republik Florenz als staatliches Gebilde.

### Aufstieg der Republik
Nach 1138 begann man, die boni homines Konsuln zu nennen, während die Bevölkerung in die grandi oder delle torri (das heißt die adligen Familien, die Türme hatten), und die arti oder Handelsgilden unterteilt war. Zunächst wurden die Konsuln, von denen es jeweils zwölf (zwei für jeden Stadtbezirk) gegeben zu haben scheint, von den delle torri gewählt, und sie wurden beraten von einem Rat von 100 boni homines, in denen die arti vorherrschten. Die Regierung kam so in die Hände einiger weniger mächtiger Familien. Die Republik dehnte nun ihren Machtbereich aus. 1125 wurde Fiesole geplündert und zerstört, aber der Adel im Umland, geschützt von kaiserlichen Markgrafen, war immer noch einflussreich. Die frühen Markgrafen hatten den Florentinern gestattet, Krieg gegen die Alberti-Familie zu führen, deren Festungen sie zerstörten. Kaiser Lothar III. zwang Florenz, sich seiner Autorität zu unterwerfen, aber nach seinem Tod 1137 kehrten die Dinge wieder in ihren alten Zustand zurück, und die Florentiner kämpften erfolgreich gegen die mächtigen Grafen Guidi.
Friedrich Barbarossa hingegen, der 1152 zum Kaiser gekrönt wurde, ließ seine Autorität in der Toskana spüren und ernannte einen Welfen von Bayern zum Markgrafen. Florenz und andere Städte wurden gezwungen, Truppen für die Feldzüge des Kaisers in der Lombardei zu stellen, und er begann, eine zentralisierte kaiserliche Bürokratie in der Toskana einzurichten. Er ernannte einen potestas (Statthalter), der in San Miniato residierte (daher der Name San Miniato al Tedesco), den Kaiser vertrat und dessen Autorität im Contado ausübte; diese doppelte Autorität der consoli in der Stadt und des potestas im Hinterland verursachte Verwirrung.
Um 1176 waren die Florentiner die Herren des gesamten Territoriums der Diözesen von Florenz und Fiesole; aber ein bürgerlicher Aufruhr brach in der Stadt zwischen den Konsuln und den höheren Adligen aus, der von den Alberti angeführt und von vielen feudalen Familien verstärkt wurde, die gezwungen worden waren, ihre Burgen zu verlassen und in der Stadt zu wohnen (1177–1180). Am Ende siegten die Alberti zwar nicht, aber es gelang ihnen, gelegentlich als Konsuln zugelassen zu werden.
Florenz bildete nun eine Liga mit den Hauptstädten der Toskana, schloss mit den Guidi Frieden und demütigte die Alberti, deren Burg in Semifonte zerstört wurde (1202). Später gab es einen potestas innerhalb der Stadt, der für ein Jahr gewählt wurde und der von sieben Räten und sieben rectores super capilibus artium unterstützt wurde. Dies stellte einen Triumph der feudalen Partei dar, die die Unterstützung der arti minori oder niederen Zünfte gewonnen hatte. Die Potestas waren von da an Fremde, und 1207 wurde diese Würde an Gualfredotto da Milano verliehen; ein neuer Rat wurde gebildet, das consiglio del comune, während der ältere Senat weiter bestand. Die Florentiner machten sich nun daran, die Handelsstraßen nach Rom zu öffnen, denn ihre Stadt war bereits ein wichtiges industrielles und Bankenzentrum.

### Konflikt zwischen Guelfen und Ghibellinen
Zwischen den großen Familien brach abermals Zwietracht aus, und der Versuch einer Schlichtung durch die Heirat von Buondelmonte de Buondelmonti mit einer Tochter der Amidei führte nur zu neuem Streit (1213), obwohl die Ursachen dieser Auseinandersetzungen tiefer lagen, da sie von der allgemeinen Teilung zwischen Guelfen und Ghibellinen in ganz Italien ausgingen. Aber das Werk der Vernichtung der Adligen des Contado und der Behauptung der Stellung der Stadt unter den rivalisierenden Städten setzte sich fort. 1222 führte Florenz erfolgreich Krieg gegen Pisa, Lucca und Pistoia und während der nächsten paar Jahre mit Siena, mit wechselndem Erfolg; obwohl der Kaiser Letztere als Ghibellinen unterstützte, waren die Sienesen bei seiner Abreise nach Deutschland 1235 gezwungen, einen Frieden zu ungünstigen Bedingungen zu akzeptieren. Während des Interregnums (1241–1243) nach dem Tod Papst Gregors IX. lebte die Sache der Ghibellinen in der Toskana wieder auf, und die kaiserliche Autorität wurde wiederhergestellt.
Die Tumulte gegen die paterinischen Häretiker (1244–1245), von denen viele ghibellinische Adlige waren, die durch den Podestà Pace da Pesamigola begünstigt wurden, kennzeichnen eine erfolgreiche guelfische Reaktion. Aber nachdem Friedrich II. seine Feinde sowohl in der Lombardei als auch in den beiden Sizilien besiegt hatte, ernannte er seinen Sohn Friedrich von Antiochia zum Reichsvikar in der Toskana. Als der Bürgerkrieg ausbrach, drang dieser mit deutschen Rittern in die Stadt ein. Die Ghibellinen triumphierten nun vollständig, und 1249 wurden die Guelfenführer ins Exil gezwungen – das erste von vielen Beispielen von Massenexilierungen einer geschlagenen Partei in der florentinischen Geschichte.
Der Versuch, Montevarchi und andere Burgen einzunehmen, wo sich die guelfischen Verbannten versammelt hatten, scheiterte, und 1250 wählten die Bürger 36 caporali di popolo, die die Basis des primo popolo bildeten, einer Körperschaft der Bürger, die unabhängig vom Adel war und der der Capitano del popolo vorstand. Weil die Ghibellinen unfähig waren, ihre Vorherrschaft aufrechtzuerhalten, spaltete sich die Stadt in zwei beinahe autonome Republiken, die vom Podestà geführte comune und der vom Capitano geführte popolo, militärisch in zwanzig Kompanien organisiert. Die Zentralgewalt wurde durch zwölf anziani oder Ältere repräsentiert. Der Podestà, der immer ein Fremder war, kommandierte gewöhnlich die Armee, vertrat die Stadt gegenüber fremden Mächten und unterzeichnete Verträge. Er wurde unterstützt vom 90-köpfigen consiglio speciale und dem 300-köpfigen consiglio generale aus Adligen, während der Capitano del popolo ebenfalls zwei Gremien hatte, die aus Bürgern bestanden, den Vorsitzenden der Gilden, den Gonfalonieri etc. Die anziani hatten einen Rat aus 36 Bürgern, und weiterhin gab es ein parlamento oder eine Generalversammlung des Volks, das nur bei wichtigen Gelegenheiten zusammenkam.
Zu dieser Zeit wurde der Palast des Podestà (der Bargello) gebaut, und erstmals wurde die Goldwährung geprägt, die bald als Standard in ganz Europa akzeptiert wurde. Aber obgleich die Guelfen, die man nun als Demokraten im Gegensatz zu den ghibellinischen Aristokraten nennen könnte, nun gestärkt waren, waren sie doch keineswegs auf ganzer Linie erfolgreich, und 1251 hatten sie sich gegen eine Liga aus ghibellinischen Städten (Siena, Pisa und Pistoia), unterstützt von florentinischen Ghibellinen, zu verteidigen. Die florentinischen Uberti, die nach ihrem Komplott 1258 in die Verbannung getrieben worden waren, nahmen in Siena Zuflucht und spornten die Stadt in ihrer Feindschaft gegenüber Florenz an.
Nachdem erneute Streitigkeiten über den Besitz von Montepulciano und andere Orte ausgebrochen waren, erklärten die Florentiner wieder den Krieg. Eine florentinische Armee, von anderen guelfischen Städten unterstützt, wurde listig dazu verleitet, zu glauben, dass Siena bei der ersten Aufforderung kapitulieren würde. Tatsächlich stand ihr eine sienaische Armee, verstärkt von florentinischen Exilanten, gegenüber, mit Farinata degli Uberti und anderen Ghibellinen, der Kavallerie von Manfred von Sizilien, angeführt von Conte Giordano d’Anglano und dem Conte d’Arras. Am 4. September 1260 wurden die Florentiner bei Montaperti vernichtend geschlagen. Conte Giordano marschierte in Florenz ein, ernannte Conte Guido Novello zum Podestà und führte eine Reihe von Verfolgungen der Guelfen durch. Die Ghibellinen schlugen sogar vor, die Stadtmauern einzureißen, aber Farinata degli Uberti wandte sich energisch gegen diese Idee, da er gekämpft habe, um sein Vaterland wiederzugewinnen, nicht, um es zu zerstören.
Während dieser erneuten ghibellinischen Vorherrschaft (1260–1266) wurden die alten Freiheiten abgeschafft und dem popolo jegliche Beteiligung an der Verwaltung entzogen. Aber als sich Karl I. von Anjou als Vorkämpfer des Papsttums nach Italien begab und Manfred besiegte (1266), war der popolo, das Wohlstand im Handel und in der Industrie erlangt hatte, bereit, aufzusteigen. Nach einigen Unruhen wurden Guido Novello und die Ghibellinen vertrieben, aber es sollte nicht der popolo sein, das triumphierte: der Papst und Karl waren die wirklichen Herren der Stunde, und die Florentiner mussten feststellen, dass sie einen fremden und ghibellinischen Protektor gegen einen fremden und guelfischen getauscht hatten.
Dennoch wurde ein Großteil der alten Ordnung wiederhergestellt; der Podestà, der König Karl repräsentierte, wurde von 12 buoni uomini unterstützt und vom Rat der 100 buoni uomini del popolo, ohne dessen Beratung keine größeren Angelegenheiten oder Ausgaben unternommen werden konnten. Andere Gremien und Magistrate wurden beibehalten, der Capitano del popolo, nunmehr Capitano della massa di parte Guelfa genannt; wurde zu einer immer wichtigeren Person. Das Eigentum der Ghibellinen wurde konfisziert und eine Kommission zu dessen Verwaltung ernannt, die es im Wesentlichen für die Verfolgung der Ghibellinen einsetzte. Obwohl die Verfassung der Republik im Wesentlichen von demokratischer Tendenz war, schien sie dazu geschaffen, bürgerliche Streitigkeiten zu fördern und die Zentralmacht zu schwächen.

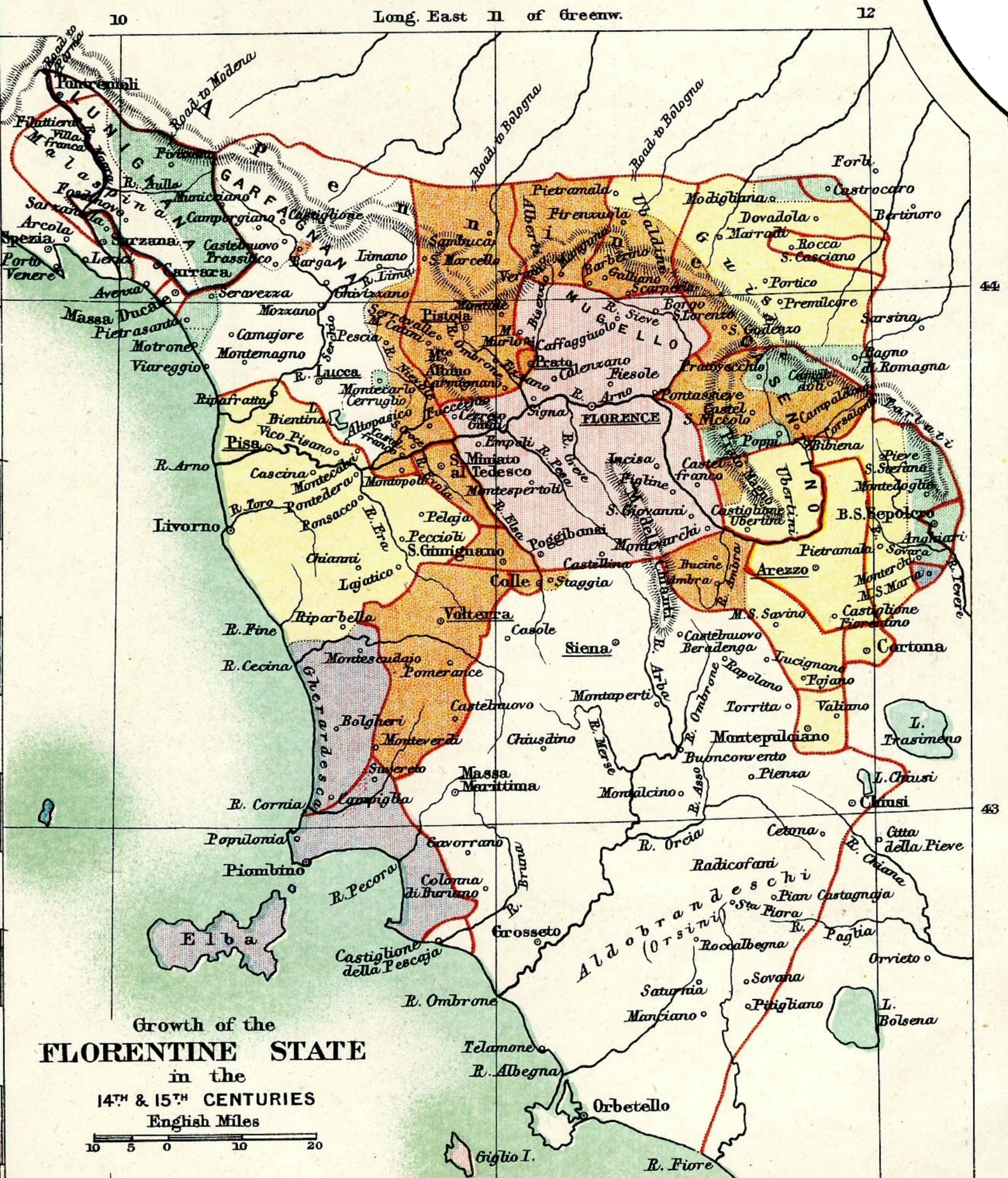
Die territoriale Situation des florentinischen Gebietes vom 14. zum 15. Jahrhundert. Die Grenzen der toskanischen Staaten im 13. Jahrhundert sind rot umrandet. Das Staatsgebiet im 13. Jahrhundert ist rosa gefärbt. Die Erweiterung bis 1377 braun. Weitere Expansionen bis 1433 sind gelb gefärbt; bis 1494, grün.

Die an das Guelfentum zu heftende Bindung an Frankreich brachte mit Rückwirkung eine Erklärungssage hervor: Schon zu Karl dem Großen musste die Kommune eine besondere Beziehung gehabt haben.

### Florenz als Handelsmacht
Während sich die Verfassung in einer Weise entwickelte, die für wenig politisches Können und keinerlei Stabilität spricht, hatte das Volk eine erstaunliche Handelsorganisation aufgebaut. Jeder der sieben arti maggiore oder höheren Gilden war in einem kleinen Staat organisiert, mit seinen eigenen Räten, Statuten, Versammlungen, Magistraten etc., und setzte in schwierigen Zeiten eine Bürgermiliz ein. Insbesondere Florentiner Textilien wurden in ganz Europa geschätzt und gekauft, und die Florentiner wurden als erste Kaufleute des Zeitalters betrachtet. Wenn das Leben in der Stadt auch während der vielen Änderungen in der Regierung und dem fast ständigen Bürgerkrieg ohne Unterbrechung weiterlief, so war dies der Solidität der Gilden zu verdanken, die ihre Verwaltung auch ohne Regierung führen konnten.
Nach Karls Sieg über Konradin von Hohenstaufen 1268 schlugen die Florentiner Siena (1269) und machten häufige Raubzüge auf Pisaner Territorium. Da Karl sich ständig in ihre Angelegenheiten einmischte und stets die grandi oder guelfischen Adligen bevorzugte, wurden einige der Ghibellinen als Gegengewicht zurückgerufen, was allerdings nur zu weiterem Zwist führte. Nachdem Rudolf von Habsburg, der 1273 zum römischen König gewählt worden war, mit Papst Nikolaus III. zu einer Einigung gekommen war, wurde Karl 1278 gezwungen, seinen Titel als Reichsvikar in der Toskana aufzugeben, den er während des Interregnums nach dem Tod Friedrichs II. innegehalten hatte.
1279 schickte Papst Nikolaus seinen Neffen, den Mönchsprediger Latino Frangipani Malabranca, den er im selben Jahr zum Kardinalbischof von Ostia gemacht hatte, um die Parteien in Florenz noch einmal zu versöhnen. Kardinal Latino hatte in gewissem Umfang Erfolg, und ihm wurde eine Art vorübergehender Diktatur zugestanden. Er erhöhte die Zahl der buoni uomini von 12 auf 14 (8 Guelfen und 6 Ghibellinen), und sie wechselten alle zwei Monate; sie wurden unterstützt von einem 100-köpfigen Rat. Eine 1000-köpfige Truppe stand dem Podestà und Capitano zur Verfügung (die nun beide vom Volk gewählt wurden), um für Ordnung zu sorgen und die grandi zum Befolgen des Gesetzes zu zwingen. Die Sizilianische Vesper schwächte die Position Karls und stärkte die der Kommune, die nach vollständiger Unabhängigkeit von Kaisern, Königen und Päpsten strebte. Nach 1282 war die Signoria aus 3 (später 6) Priori der Gilden zusammengesetzt (an deren Etablierung hatte der Kaufmann, Politiker und Chronist Dino Compagni einen nicht geringen Anteil); sie endete mit der Verdrängung der buoni uomini, während ein defensor artificum et artium den Platz des Capitano einnahm. So wurde die Republik im Wesentlichen eine kaufmännische Gesellschaft, regiert durch die popolani grassi oder die reichen Kaufleute.
Die Republik machte sich nun an die Aufgabe, die Macht der ghibellinischen Städte Pisa und Arezzo zu brechen. 1289 wurden die Aretini bei Campaldino vollständig von den Florentinern geschlagen; die Schlacht ist deswegen berühmt, weil Dante daran teilnahm. Der Krieg gegen die Pisaner, die in der Seeschlacht bei Meloria 1284 von den Genuesen geschlagen worden waren, wurde weniger planvoll vorangetrieben, und 1293 wurde Frieden geschlossen. Aber die grandi, die wesentlich zum Sieg von Campaldino beigetragen hatten, insbesondere Männer wie Corso Donati und Vieri de Cerchi, wurden mächtiger, und Karl hatte ihre Zahl durch die Ernennung vieler Ritter erhöht. Ihre Versuche, in die Justizadministration einzugreifen, wurden aber hart zurückgedrängt, und neue Gesetze wurden beschlossen, um ihren Einfluss zu begrenzen. Von den anderen inneren Reformen sind die Abschaffung der letzten Reste der Leibeigenschaft 1289 und die Erhöhung der Anzahl der arti, zuerst auf 12 und dann auf 21 zu erwähnen.

### Ordinamenti della giustizia
Dies war jedoch nicht genug für die Florentiner Demokratie, die beunruhigt die wachsende Macht und Arroganz der grandi beobachtete, die trotz ihres Ausschlusses von vielen Ämtern immer noch einflussreich waren und unabhängige Sippen innerhalb des Staates bildeten. Das Gesetz verpflichtete jedes Mitglied der Sippe (consorteria), für alle anderen Mitglieder zu bürgen, das heißt eine finanzielle Garantie für die Bezahlung von Geldstrafen für Delikte zu geben, die von irgendeinem anderen aus der Sippe begangen wurden. Diese Vorkehrung wurde dadurch notwendig, dass die ganze Sippe kollektiv handelte. Da die Gesetze nicht immer durchgesetzt wurden, wurden neue und strengere erlassen. Dies waren die berühmten Ordinamenti della Giustizia von 1293, mittels derer alle außer den Zunftmitgliedern von der Signoria ausgeschlossen wurden. Die Priori blieben zwei Monate im Amt und bestimmten den Gonfaloniere, ebenfalls für zwei Monate. Dann gab es noch die Räte der Gilden und zwei savi für jede sestiera, mit 1000 Soldaten zu ihrer Verfügung; die Zahl der grandi-Familien wurde auf 38 (später 72) festgelegt. Auf Urteile in Fragen der Ordinamenti gab es keine Berufung. Der geistige Vater dieser Reformen war Giano della Bella, ein Adliger, der durch seinen Einstieg in den Handel Popolano geworden war. Die grandi versuchten ihn nun bei den popolani grassi unpopulär zu machen, darauf spekulierend, dass ohne ihn die Ordinamente nicht in Kraft gesetzt würden. Sie eröffneten Verhandlungen mit Papst Bonifatius VIII. (1294 gewählt), der danach strebte, seine Autorität in die Toskana zu erweitern. Nachdem eine Giano gegenüber feindliche Signoria gewählt worden war, wurde er 1295 verbannt. Die grandi gewannen etwas von ihrer Macht wieder, indem sie den Podestà korrumpierten, und durch das Wohlwollen des popolo minuto, des unorganisierten Volks. Aber der Zank unter ihnen selbst verhinderte ihren vollen Erfolg, während die arti stabil waren.
1295 verabschiedete eine für die grandi günstige Signoria ein Gesetz, das die Ordinamenti abmilderte, aber nun teilten sich die Grandi in zwei Fraktionen: eine wurde von Donati angeführt, der die Ordinamenti abzuschaffen hoffte, die andere von den Cerchi, die die Hoffnung auf die Abschaffung aufgegeben hatten. Später wurden diese Parteien Neri (Schwarze) und Bianchi (Weiße) genannt. Zu Letzteren, die sich für eine Autonomie der Stadt gegenüber dem Papst einsetzten, ist auch Dante Alighieri zu zählen. Ein Komplott der Donati, um ihren Einfluss auf Florenz mit Hilfe von Bonifatius VIII. herzustellen, wurde aufgedeckt (Mai 1300), und schwerwiegende Unruhen zwischen Neri und Bianchi brachen aus. Der Papst versuchte zunächst mit Hilfe eines diplomatischen Gesandten (Kardinal Matteo d’Acquasparta) die schwarzen und die weißen Guelfen zu versöhnen. Die Prioren bestanden jedoch auf ihre Unabhängigkeit und waren dem päpstlichen Gesandten gegenüber misstrauisch. Infolge der Aufstände wurden unter anderem Dantes Freund und Anhänger der Weißen, Guido Cavalcanti, und der Anführer der Schwarzen, Corso Donati aus der Stadt verbannt. Mit Hilfe von Karl von Valois wollte der Papst seine Autorität in Florenz nun endgültig mit Hilfe der Vorherrschaft der guelfi neri festsetzen. Die weißen Guelfen spalteten sich erneut, in die kompromissbereiten und die radikalen, welchen Dante angehörte. Am 1. November 1301 besetzte Karl Florenz, nachdem er vom Papst zum paciaro oder Friedensstifter ernannt wurde. Er erlaubte Corso Donati und seinen Anhängern, zurückzukehren und die Bianchi anzugreifen. Der neue Podestà Cante Gabrielli da Gubbio, der mit Karl gekommen war, bestrafte viele aus dieser Partei; unter den von ihm Verbannten war auch Dante. Corso Donati, der für einige Zeit der mächtigste Mann in Florenz war, machte sich durch seine Arroganz viele Feinde und war gezwungen, sich auf den popolo grasso zu stützen; die Verärgerung über ihn führte zu einem Aufstand, in dem er getötet wurde (1308).
Im selben Jahr wurde Heinrich von Luxemburg zum römisch-deutschen König gewählt und kam mit der Gunst des Papstes 1310 nach Italien. Dante und die Ghibellinen Italiens betrachteten ihn als Retter für das Land. 1312 wurde Heinrich in Rom als Heinrich VII. zum Kaiser gekrönt, aber statt des universellen Herrschers und Friedensstifters, der er sein wollte, war er durch die Umstände gezwungen, als Kaiser zu handeln und zu versuchen, die aufständischen Kommunen zu unterwerfen. Er belagerte Florenz ohne Erfolg, wenn er auch die Florentiner mehrmals schlagen konnte und starb 1313 in der Nähe von Siena an Malaria.
Die Pisaner, die nach Heinrichs Tod die Rache der Guelfen fürchteten, hatten die Herrschaft Uguccione della Faggiolas, des Reichsvikars in Genua, akzeptiert. Der mutige General und ehrgeizige Mann eroberte Lucca und schlug 1315 die Florentiner und ihre Verbündeten aus Neapel bei Montecatini. Aber im folgenden Jahr verlor er sowohl Pisa als auch Lucca und musste aus der Toskana fliehen. Eine Gefahr drohte Florenz nun in der Person von Castruccio Castracani degli Antelminelli, der sich zum Herrn von Lucca machte und vom Mailänder Herrn Matteo I. Visconti und anderen Ghibellinen Norditaliens Unterstützung bekam. Zwischen 1320 und 1323 setzte er den Florentinern zu und besiegte sie mehrere Male, besetzte Pistoia, verwüstete ihr Territorium bis zu den Stadtmauern, trotz Hilfe von Neapel unter Raymundo di Cardona und dem Herzog von Kalabrien (König Roberts Sohn); nie zuvor war Florenz so gedemütigt worden, aber während der Vorbereitung auf einen Angriff auf Florenz starb er 1328. Zwei Monate später starb der Herzog von Kalabrien, der 1325 zum Protektor der Stadt ernannt worden war, und weitere konstitutionelle Reformen wurden durchgeführt. Die früheren Versammlungen wurden ersetzt durch das consiglio del popolo aus 300 popolani unter dem capitano und das consiglio del comune mit 250 Mitgliedern unter dem Podestà, das zur Hälfte aus Adligen und zur Hälfte aus popolani bestand. Die Priori und andere Beamte wurden per Los aus den über 30-jährigen Guelfen bestimmt, die durch einen speziellen Ausschuss aus 98 Bürgern als für ein öffentliches Amt geeignet befunden wurden (1329). Das System funktionierte zunächst gut, aber bald schlichen sich Missbräuche ein, und viele Personen wurden ungerechtfertigt aus den Ämtern ausgeschlossen; nachdem man 1335 Ärger erwartete, wurde ein capitano della guardia geschaffen, aber der erste Amtsinhaber Jacopo dei Gabrielli aus Gubbio benutzte seine diktatorische Macht so rücksichtslos, dass bei Jahresende kein Nachfolger gewählt wurde.
Die Florentiner wandten sich nun Lucca zu. Sie hätten unmittelbar nach Castruccios Tod die Stadt für 80.000 Florin kaufen können, versäumten es aber wegen Meinungsverschiedenheiten in der Signoria. Mastino II. della Scala, Herr von Verona, versprach es ihnen 1335, brach aber sein Wort, und obwohl damals ihre Finanzen nicht gerade blühten, verbündeten sie sich mit Venedig zu einem Krieg gegen ihn. Zunächst waren sie erfolgreich, aber Venedig schloss mit Scala einen Waffenstillstand unabhängig von den Florentinern, und durch den Frieden von 1339 erhielten sie nur einen Teil des Territoriums von Lucca. Zur selben Zeit erwarben sie von den Tarlati für zehn Jahre das Protektorat über Arezzo. Aber Unglück fiel über die Stadt: Edward III. von England lehnte die Anerkennung seiner hohen Kredite ab, die er für seine Kriege in Frankreich mit den Florentiner Bankhäusern Bardi und Peruzzi aufgenommen hatte (1339). Diese und andere, kleinere Firmen gingen schließlich bankrott und erschütterten europaweit das Vertrauen in das Florentiner Bankwesen. Philipp VI. von Frankreich erpresste hohe Summen von Florentiner Händlern und Bankiers in seinem Herrschaftsgebiet, indem er sie des Wuchers bezichtigte.

## Spätmittelalter und Renaissance

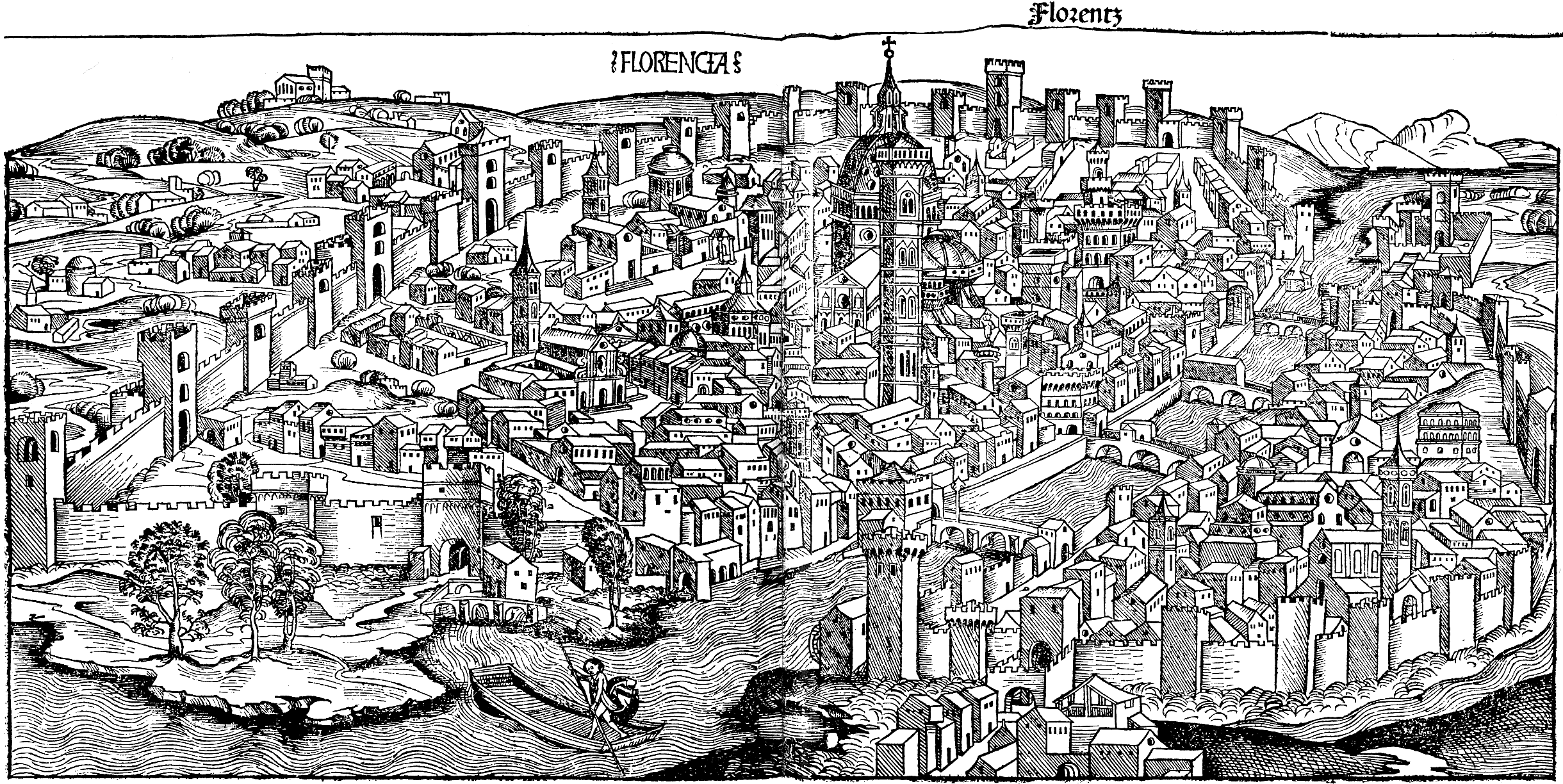
Historische Gesamtansicht von Florenz (1493)

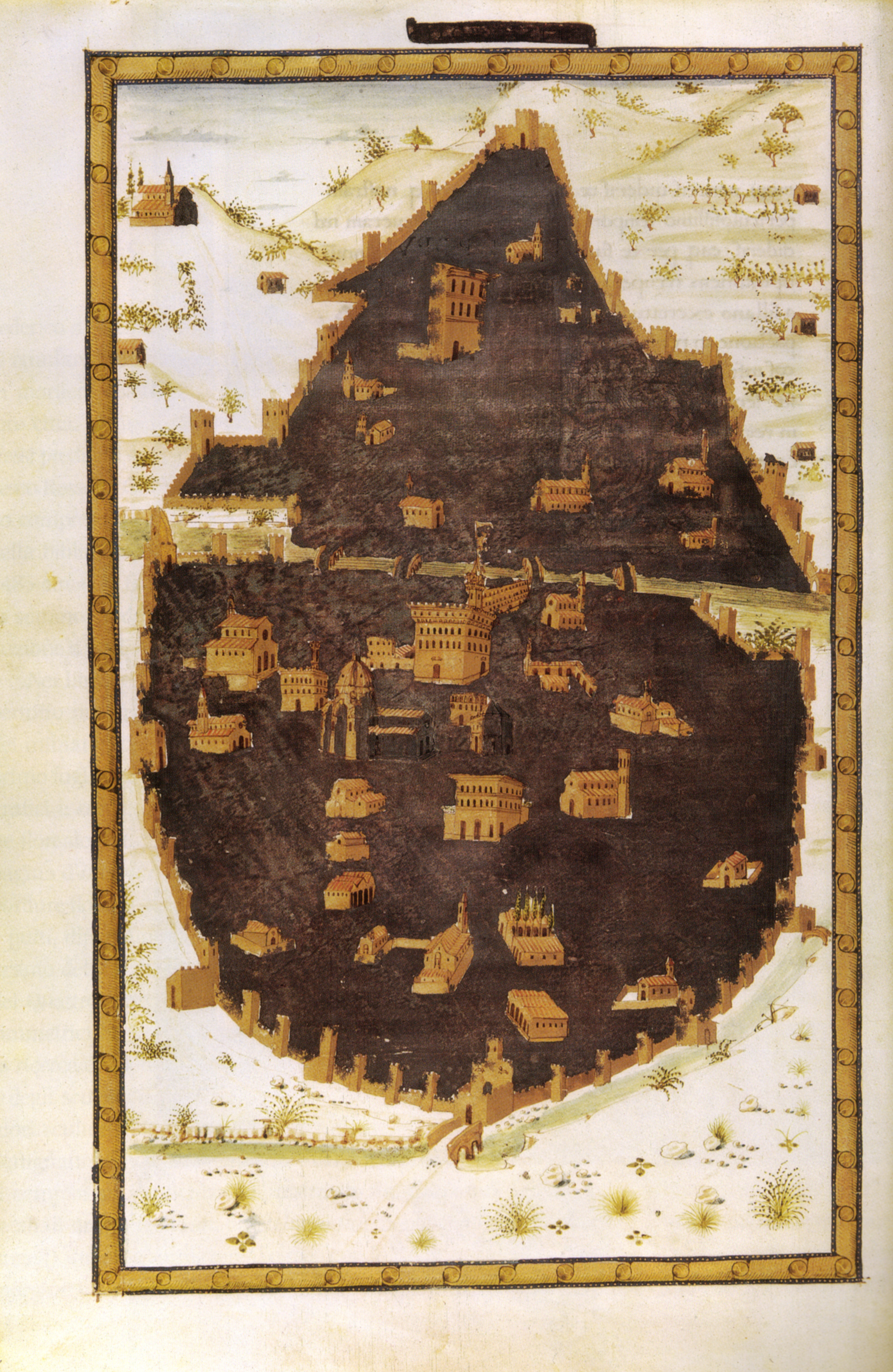
Plan der Stadt nach Poggio Bracciolini: Historia Florentina

### Pest, Krieg und innere Unruhen
Im Spätmittelalter in den 40er Jahren des 14. Jahrhunderts richteten Pest und Hungersnot verheerenden Schaden an, und Aufstände zwischen Grandi und popolo brachen wieder aus, teilweise infolge der letzten erfolglosen Kriege und des unbefriedigenden Zustands der Finanzen. Um diesen Aufruhren ein Ende zu setzen, wurde Walter VI. von Brienne, Herzog von Athen, 1342 zum Konservator und Kapitän der Garde gewählt. Er war ein scharfsinniger, ausschweifender und ehrgeiziger Mann, halb Franzose und halb Levantiner, und begann seine Regierung mit einer Politik der Versöhnung und unparteiischer Justiz, die ihm große Popularität verschaffte.
Aber sobald er sich auf sicherem Boden glaubte, gelang es ihm, vom Volk als Herr über Florenz auf Lebenszeit anerkannt zu werden, und am 8. September wurde er im Triumph zum Palazzo della Signoria (heute Palazzo Vecchio) getragen. Während der Podestà und der Capitano seinen Verrat billigten, entließ er den Gonfaloniere, setzte die Priori auf eine machtlose Funktion herab, entwaffnete die Bürger und akzeptierte bald darauf die Herrschaft über Arezzo, Volterra, Colle, San Gimignano und Pistoia. Er vergrößerte seine Leibwache auf 800 Mann – allesamt Franzosen – die sich zügellos und brutal benahmen. Wegen seiner bedrückenden Steuern und seiner Grausamkeit gegenüber allen Opponierenden und wegen der unzulänglichen Verträge, die er mit Pisa abschloss, staute sich bitterer Hass gegen seine Herrschaft auf. Die Grandi waren enttäuscht, weil er nicht den popolo vernichtete, und Letzterer, weil er ihre Freiheiten entzogen und in die Organisation der arti eingegriffen hatte. Viele erfolglose Komplotte wurden gegen ihn ausgebrütet, und nachdem er eines von Antonio degli Adimari aufgedeckt hatte, ließ er ihn in den Palast rufen und hielt ihn als Gefangenen fest. Er lud auch 300 führende Bürger vor, mit dem Vorwand, sie konsultieren zu wollen, aber da sie Verrat witterten, weigerten sie sich zu erscheinen. Am 26. Juli 1343 kam es zum bewaffneten Aufstand, die Bürger verlangten die Abdankung des Herzogs und belagerten ihn im Palast. Benachbarte Städte kamen den Florentinern zu Hilfe. Der Podestà wurde ausgewiesen, und eine vierzehnköpfige Balia (provisorische Regierung) wurde gewählt. Der Herzog wurde gezwungen, Adimari und seine anderen Gefangenen freizulassen und mehrere seiner Leibwächter wurden vom Pöbel getötet. Drei seiner Hauptgefolgsleute, die er auszuliefern gezwungen wurde, wurden buchstäblich in Stücke gerissen und schließlich musste er am 1. August zurücktreten. Unter starker Bewachung reiste er einige Tage später ab, und die Vierzehn annullierten seine Verordnungen.
Der Vertreibung des Herzogs von Athen folgten mehrere Maßnahmen, um die grandi noch weiter zu demütigen, während der popolo minuto oder die Handwerker anfingen, Zeichen der Unzufriedenheit über die Herrschaft der Kaufleute zu zeigen und der Pöbel die Häuser vieler Adliger zerstörte. Sobald die Ordnung wiederhergestellt war, wurde eine Balia zur Reform der Regierung berufen. Bei dieser Aufgabe halfen die Gesandten aus Siena und Perugia und Simone de Battifolle. Die Anzahl der Priori wurde auf 8 reduziert (2 popolani grassi, 3 mediani und 3 artifici minuti), während der Gonfaloniere abwechselnd aus jeder der drei Klassen gewählt werden musste; die grandi wurden von der Verwaltung ausgeschlossen, aber sie waren noch im consiglio del comune, den cinque di mercanzia und anderen Ämtern der Kommune zugelassen. Die Ordinamenti wurden in einer abgemilderten Form beibehalten und bestimmte grandi wurden als Gefälligkeit dem popolo zugeordnet. Florenz war nun eine durch und durch demokratische und kaufmännische Republik und seine ganze Politik wurde hauptsächlich von kommerziellen Gesichtspunkten dominiert: Seine Rivalität mit Pisa hatte seine Wurzeln im Ehrgeiz, sicheren Zugang zum Meer zu erhalten, sein starker Guelfismus war das Ergebnis seiner Entschlossenheit, die Bankgeschäfte des Papsttums zu sichern und sein Bestreben, das Territorium innerhalb der Toskana auszuweiten, eine Folge der Notwendigkeit die Handelsrouten des Landes offen zu halten. Die Florentiner Demokratie war jedoch durch die Stadtmauern beschränkt, denn niemand aus dem Contado und keiner der Bürger der unterworfenen Städte genoss politische Rechte, die den Einwohnern von Florenz und mitnichten allen von ihnen vorbehalten waren.
Florenz war im 14. Jahrhundert eine Stadt mit 100.000 Einwohnern, von denen 25.000 Waffen tragen konnten. Es gab 110 Kirchen, 39 religiöse Häuser; es gab über 200 Läden der arte della lana (Tuch- und Pelzhändler), die Stoff im Wert von 1.200.000 Florin herstellten. Florentiner Bankiers und Kaufleute fanden sich in der ganzen Welt und bekleideten oft verantwortliche Positionen im Dienst ausländischer Regierungen; die Einnahmen der Republik, die im Wesentlichen aus den Stadtzöllen kamen, beliefen sich auf rund 300.000 Florin, während ihre normalen Ausgaben, ausgenommen militärische Angelegenheiten und öffentliche Gebäude, nur rund 40.000 betrugen. Die Stadt war bereits ein Zentrum von Kunst und Literatur und voll schöner Gebäude, Bilder und Bibliotheken. Aber nun da die grandi politisch unterdrückt waren, kamen Mitglieder der untersten Klassen an die Macht, zum größten Teil Abenteurer ohne Verstand oder Tugend, die öffentliche Ämter durch unlautere und verbotene Praktiken usurpierten. So wurde der Weg für die Tyrannei geebnet.
1347 wurde Florenz wieder von einer Hungersnot heimgesucht, im nächsten Jahr gefolgt von der schlimmsten Pest, die es je erlebt hatte und die drei Fünftel der Bevölkerung (laut Villani) dahinraffte. Trotz dieser Katastrophen ging die Republik keineswegs unter. Sie gewann rasch die Oberherrschaft über viele Städte, die nach der Vertreibung des Herzogs von Athen jegliche Verbindungen abgebrochen hatten (1348) und sie erwarben die Oberherrschaft über Prato von Königin Johanna von Neapel, die sie vom Herzog von Kalabrien geerbt hatte. Giovanni Visconti, Herr und Erzbischof von Mailand, hatte Bologna erworben und sich in Hinsicht auf einen Krieg mit dem dominierenden Florenz mit verschiedenen ghibellinischen Häusern der Toskana verbündet. 1351 erklärte Florenz ihm den Krieg und stellte sich in Verletzung seiner guelfischen Traditionen auf Lebenszeit unter den Schutz des Kaisers Karl IV. (1355). Dieser Schritt war allerdings nicht populär und erlaubte es den grandi, die trotz ihres Ausschlusses von den Hauptämtern immer noch die Parte Guelfa dominierten, sich wieder zu behaupten. Ihnen war es 1347 gelungen, ein sehr strenges Gesetz gegen alle durchzubringen, die irgendwie des Ghibellinismus verdächtig waren. Da sie selbst in dieser Hinsicht unverdächtig waren, konnten sie damit viele Angehörige des popolo minuto aus ihren Ämtern werfen. 1358 machte die Parte Guelfa diese Verordnungen noch strenger und bestrafte jeden mit dem Tod oder hohen Geldstrafen, der als Ghibelline ein Amt innehielt. Verurteilungen konnten ohne Anhörung des Beschuldigten ausgesprochen werden, wenn vertrauenswürdige Zeugen zur Verfügung standen. Selbst eine nicht bewiesene Beschuldigung oder eine ammonizione (Warnung, kein Amt anzunehmen) konnte die Entrechtung mit sich bringen. So konnte die Parte, vertreten von ihren 6 (später 9) Kapitänen, eine echte Terrorherrschaft ausüben, und niemand wusste, wann eine Anschuldigung auf ihn kommen würde. Der Führer der Parte war Piero degli Albizzi, das Oberhaupt der Familie Albizzi, deren Hauptrivalen die Familie Ricci.
Zu dieser Zeit wurde Italien zunehmend von Banden von Glücksrittern überrannt. Die erste dieser Banden, mit denen Florenz in Kontakt kam, war die von Conte di Lando kommandierte Grande Compagnia, die zweimal in die Toskana eindrang, aber beide Male von Florentiner Truppen vertrieben wurde (1358–1359). 1362 befand sich Florenz aufgrund kommerzieller Auseinandersetzungen im Krieg mit Pisa, und weil sich Florenz die Herrschaft über Volterra angeeignet hatte. Die Florentiner waren erfolgreich, bis Pisa Sir John Hawkwoods englische Söldnerkompanie anwarb; diese gewann mehrere Schlachten, wurde aber schließlich bei Cascine besiegt, und 1364 wurde Frieden geschlossen, nachdem keine der beiden Seiten einen Vorteil gewonnen hatte. Erneute Gefahr drohte der Republik 1367, als Karl IV., der sich zur Demütigung der Visconti mit Papst Urban V., Königin Johanna von Neapel und verschiedenen norditalienischen Despoten verbündet hatte, verlangte, dass die Florentiner der Liga beiträten. Dies lehnten sie ab und machten sich zur Verteidigung bereit, aber letztendlich stellten sie den Kaiser mit einer Geldzahlung zufrieden.
Die Tyrannei der Parte Guelfa ging unvermindert weiter, und die capitani brachten eine Verordnung durch, dass eine die Parte betreffende Maßnahme nicht einmal von der Signoria debattiert werden dürfe, wenn sie nicht vorher von ihr genehmigt worden wäre. Dieses berüchtigte Gesetz erregte jedoch so sehr Widerspruch, dass einige derselben Männer, die es vorgeschlagen hatten, sich nun im Geheimen versammelten, um seine Abschaffung zu diskutieren. Da ein Streit zwischen den Albizzi und den Ricci die Parte geschwächt hatte, einigte man sich auf eine Balia aus 56. Mehrere der Albizzi und Ricci wurden für fünf Jahre von Ämtern ausgeschlossen, und ein Dieci di libertà genannter Rat wurde geschaffen, um die Gesetze zu verteidigen und die Schwachen vor den Starken zu schützen. Die Parte Guelfa und die Albizzi blieben sehr einflussreich, und Versuche, die ammonizioni abzuschaffen, scheiterten.
1375 wurde Florenz in einen Krieg verwickelt, der zeigte, wie sehr sich die alten Parteiunterteilungen Italiens überkommen hatten. Der päpstliche Legat in Bologna, Kardinal Guillaume Noellet († 1394) dachte über die Annektierung der Stadt in den Kirchenstaat nach, obwohl die Kirche damals mit Florenz verbündet war. Er verweigerte ein Ersuchen der Florentiner um Getreide aus der Romagna und ermächtigte Hawkwood, ihr Territorium zu verwüsten. Obwohl ein Großteil des Volks die Idee eines Konflikts mit der Kirche ablehnte, wurde ein Bündnis mit dem florentinischen Erzfeind Bernabò Visconti geschmiedet und der Krieg erklärt. Eine achtköpfige Balia, die Otto della guerra (später aufgrund ihres guten Managements die Acht Heiligen genannt), wurde ernannt, um den Feldzug zu organisieren. Mit Pisa, Siena, Arezzo und Cortona wurden Verträge geschlossen, und bald hatten nicht weniger als 80 Städte, darunter Bologna, das päpstliche Joch abgeworfen. Papst Gregor XI. sprach Florenz gegenüber ein Interdikt aus, ordnete die Ausweisung aller Florentiner aus fremden Ländern an und verpflichtete eine bretonische Gesellschaft, in das Territorium der Republik einzumarschieren. Die Acht erhoben hohe Gebühren auf den Kirchenbesitz und befahlen dem Klerus, das Interdikt zu ignorieren. Sie drehten den Spieß des Papstes um, indem sie Hawkwood engagierten, und obwohl die Bretonen auf Kommando des Kardinals Robert von Genf (später Gegenpapst Clemens VII.) Gräueltaten in der Romagna begingen, wurden ihre Anführer von der Republik bestochen, nicht ihr Territorium heimzusuchen. 1378 wurde Frieden geschlossen, teilweise durch die Vermittlung der Heiligen Katharina von Siena, und das Interdikt wurde gegen eine Geldzahlung von 200.000 Florin an den Papst zurückgezogen.

### Aufstand der Wollweber
Während des Kriegs sind die Acht praktisch Herrscher der Stadt gewesen, aber nun versuchte die Parte Guelfa, angeführt von Lapo da Castiglionchio und Piero degli Albizzi, sich durch unerlaubten Eingriff in die Wahlen und durch großzügigen Gebrauch von ammonizioni wieder Geltung zu verschaffen. Salvestro de’ Medici, der immer Gegner der Parte gewesen war, wurde trotz seiner Intrigen zum Gonfaloniere gewählt und schlug ein Gesetz zur Abschaffung der ammonizioni vor, das schließlich verabschiedet wurde (18. Juni 1378). Aber das Volk verlangte, die Macht der Parte auf alle Zeit zu brechen. Am 21. Juni kam es zu Aufständen, und die Häuser der Albizzi und anderer Adliger wurden in Brand gesetzt. Die Signoria gründete inzwischen eine 81-köpfige Balia, die einige der von der Parte vorangetriebenen Gesetze aufhob und einigen der ammoniti das Wahlrecht erteilte. Das Volk war immer noch unzufrieden, die arti minori verlangten weitere Privilegien, und die Handwerker bestanden darauf, dass ihren Klagen gegen die arti maggiori – insbesondere der Wollhändler, von denen sie beschäftigt wurden – Recht verschafft würde. Eine große Gruppe von ciompi (Wollwebern) sammelte sich außerhalb der Stadt und verschwor sich, die Signoria zu untergraben und eine Regierung des Volks zu gründen. Obwohl das Komplott, in das Salvestro anscheinend nicht verwickelt war, aufgedeckt wurde, kam es zu einer Ausweitung der Gewalt, und am 21. Juli besetzte eine aufgebrachte Menge den Palast des Podestà und machte ihn zu seinem Hauptquartier. Sie verlangten eine Beteiligung des popolo minuto an der Regierung, aber sobald diese gewährt war, zwang Tommaso Strozzi als Sprecher der Ciompi die Signoria, ihre Macht an die Acht zu übergeben. Als das Volk im Besitz des Palastes war, setzte sich ein Ciompo namens Michele di Lando an die Spitze und setzte dem Durcheinander und der Plünderung ein Ende. Er blieb einen Tag lang Oberhaupt von Florenz, an dem er – wahrscheinlich mit Unterstützung Salvestro de’ Medicis – die Verfassung reformierte. Drei neue Gilden wurden gegründet und neun Prioren ernannt, drei aus den arti maggiori, drei aus den minori und drei aus den neuen, während jede dieser Klassen wiederum den Gonfaloniere di giustizia wählen sollte. Der erste Amtsinhaber sollte Michele di Lando sein. Dies stellte die Ciompi nicht zufrieden, und durch das von ihnen provozierte Durcheinander kam es zu einer neuen Regierung, die die beiden Körperschaften so reformierte, dass sie die unteren Stände ausschlossen. Um aber das Volk zufriedenzustellen, wurden mehrere der grandi, darunter Piero degli Albizzi, unter Anklage einer Verschwörung hingerichtet; viele andere wurden verbannt.
Die Unruhen zogen sich hin, was auch dazu führte, dass „Kapital“ abgeschreckt wurde, während zur selben Zeit Armut und Arbeitslosigkeit anwuchsen. 1382 setzte eine Reaktion ein, und relativ stabile Verhältnisse wurden durch die Gilden wiederhergestellt. Wieder wurde eine neue Verfassung verabschiedet, durch die der Gonfaloniere und die Hälfte der Prioren aus den arti maggiori und die andere Hälfte aus den minori gewählt wurden; in mehreren anderen Gremien waren Erstere in der Mehrheit, und die drei neuen Gilden wurden abgeschafft. Die Demagogen wurden hingerichtet oder zur Flucht gezwungen, und Michele di Lando wurde mit großer Undankbarkeit verbannt. Mehrere folgende Aufstände der Ciompi, großenteils von ökonomischem Charakter, wurden abgewehrt, und die Guelfen-Familien gewannen allmählich viel von ihrer verlorenen Macht zurück. Sie nutzten sie dazu, ihre Gegner zu verbannen und das anrüchige System der ammonizioni wiederaufleben zu lassen.
In der Zwischenzeit erhielt die Republik ihre Position in auswärtigen Angelegenheiten aufrecht, und 1383 gewann sie Arezzo durch Erwerb vom Leutnant Karl von Durazzo zurück. Nachdem Gian Galeazzo Visconti sich zum Herrn eines großen Teils Norditaliens gemacht hatte, intrigierte er 1390, um Pisa und Siena in seine Hand zu bekommen. Allein Florenz widersetzte sich ihm, engagierte John Hawkwood, der sich mit einer Armee aus 7000 Mann gegen den mächtigen Herrn von Mailand mehr als behaupten konnte. 1392 wurde ein Frieden geschlossen, der die Republik durch eine Allianz mit Pisa und mehreren norditalienischen Staaten stärkte. 1393 wurde Maso degli Albizzi zum Gonfaloniere und blieb viele Jahre aufgrund seiner einflussreichen Position in der Arte della Lana beinahe Herr von Florenz. Gegen die Alberti und andere Familien wurden heftige Verfolgungen eingeleitet; sie wurden entrechtet und verbannt. Durcheinander und Verschwörungen gegen die Oligarchie der Kaufleute setzten sich fort, und die Verbannten brachten der Republik viel Ärger ein, indem sie im Ausland gegen sie intrigierten.
1397 bis 1402 hatte Florenz zwei weitere Kriege gegen Gian Galeazzo Visconti gewonnen, der sich nach der Eroberung der Toskana strebend die Herrschaft über Pisa, Siena und Perugia angeeignet hatte. Nachdem Hawkwood tot war, erwarb sich Florenz Hilfe von König Ruprecht. Die Truppen des Königs wurden geschlagen; aber gerade als die Mailänder auf Florenz marschieren wollten, starb Visconti. Seine Territorien wurden dann zwischen seinen Söhnen und seinen Condollieri aufgeteilt. Pisa wurde inzwischen von Giovanni Maria Visconti regiert, und Florenz ging in Hinblick darauf ein Bündnis mit Papst Bonifatius IX. ein, der Perugia und Bologna wiedergewinnen wollte. Erneut brach Krieg aus, und das Bündnis war erfolgreich, aber sobald Bonifatius IX. seine Ziele erreicht hatte, schloss er Frieden und ließ die Florentiner unzufrieden zurück. Ihr Versuch, Pisa alleine zu erobern, scheiterte, und Gabriele Maria stellte sich unter den Schutz des französischen Königs. Die Florentiner machten daraufhin Anträge an Frankreich, das die Gegenpäpste durch das große Schisma hindurch unterstützt hatte, und boten an, dass sie den damaligen Gegenpapst Benedikt XIII. im Gegenzug für einen Verkauf Pisas unterstützen würden. Darauf einigte man sich, und 1405 wurde die Stadt für 260.000 Florin an Florenz verkauft. Gino Capponi, der Florentiner Bevollmächtigte, nahm die Zitadelle in Besitz, aber einige Tage später erhoben sich die Bürger mit Waffen und eroberten sie von den Söldnern zurück. Im nächsten Jahr wurde die inzwischen von Giovanni Gambacorti regierte Stadt von den Florentinern belagert, die die Mündung des Arno blockierten. Nach sechs Monaten Belagerung kapitulierte Pisa (9. Oktober 1406), und obwohl es nicht geplündert wurde, wurden viele der Bürger verbannt und andere dazu gezwungen, in Florenz zu leben. Von dieser Entvölkerung sollte es sich nicht wieder erholen. Florenz besaß nun einen großen Seehafen und war endlich in der Lage, direkt Seehandel zu betreiben.
Außer in Zusammenhang mit der Pisa-Frage hatte die Republik im großen Schisma, das die Kirche seit 1378 gespalten hatte, nicht eindeutig Stellung bezogen. 1408 appellierte es sowohl an Papst Gregor XII. als auch den Gegenpapst Benedikt XIII. und verschiedene ausländische Regierungen, eine Einigung zu finden und schlug ein Konzil auf seinem eigenen Territorium vor. Gregor lehnte ab, aber nachdem er ein Komitee aus Theologen konsultiert hatte, die ihn zum Häretiker erklärten, kam das von Kardinal Cossa und anderen Prälaten veranstaltete Konzil in Pisa zusammen (siehe Konzil von Pisa). Dies führte beinahe zu einem Krieg mit König Ladislaus von Neapel, denn er hatte Rom besetzt, das er jedoch nur so lange halten konnte, wie die Kirche geteilt war. Das Konzil setzte beide Päpste ab und wählte Pietro Filargi als Alexander V. (26. Juni). Aber Ladislaus hielt immer noch den Kirchenstaat besetzt. Durch seine wachsende Macht beunruhigt, bildete Florenz eine Liga mit Siena, Bologna sowie Louis d’Anjou, der Ansprüche auf den neapolitanischen Thron anmeldete, um Ladislaus aus Rom zu vertreiben. Cortono, Orvieto, Viterbo und andere Städte wurden wieder für Alexander zurückgeholt, und im Januar 1410 wurde Rom selbst von den Florentinern unter Malatesti dei Malatesti erobert. Da Alexander schon vor dem Einzug in die Ewige Stadt im Mai gestorben war, wurde Kardinal Cossa als Johannes XXIII. zum Papst gewählt. Florenz schloss mit Ladislaus Frieden, freilich ohne ihn zu kränken, denn er war nun nicht mehr gefährlich. Vom Papst erwarben sie Cortona. 1413 griff Ladislaus abermals den Kirchenstaat an, vertrieb Johannes aus Rom und bedrohte Florenz. Aber wie zuvor Heinrich VII., Gian Galeazzo Visconti und andere Feinde der Republik starb er rechtzeitig genug (6. August 1414). Johannes XXIII. hatte nach dem Verlassen Roms jede Autorität verloren, und so wurde in Konstanz ein neues Konzil gehalten (siehe Konzil von Konstanz), das mit der Wahl Martin V. 1417 dem Schisma ein Ende setzte. Der neue Papst kam 1419 nach Florenz und blieb dort bis zum folgenden Jahr, da er Rom noch nicht wiedergewonnen hatte, das von Francesco I. Sforza für Königin Johanna II. von Neapel gehalten wurde.
In dieser Periode fanden keine wichtigen Änderungen der Verfassung statt, außer der Ernennung von zwei neuen Gremien 1411, um über Fragen von Krieg und Frieden zu entscheiden. Die von Maso degli Albizzi angeführte Fraktion war vorherrschend geblieben, und nach Masos Tod 1417 folgte ihm in der Führung der Partei Niccolò da Uzzano. 1421 wurde Giovanni de’ Medici zum Gonfaloniere della giustizia erwählt, ein Ereignis, das den Beginn der Macht dieser wohlhabenden Familie markiert. Im selben Jahr kaufte die Republik für 100.000 Florin Livorno von den Genuesern und gründete ein Gremium der Konsuln der See zur Überwachung des Seehandels. Obwohl in den vorausgegangenen Kriegen 11.000.000 Florin ausgegeben worden waren, war Florenz weiterhin sehr wohlhabend und sein Handel blühte.
1421 besetzte Filippo Maria Visconti, dem es gelungen war, den größten Teil der Lombardei wiederzuerobern, Forli. Dies veranlasste die Florentiner, ihm den Krieg zu erklären, da sie seine Annäherung als Bedrohung für ihr eigenes Territorium betrachteten, trotz der Opposition der von Giovanni de Medici angeführten Friedenspartei. Der Feldzug war keineswegs erfolgreich, und die Florentiner wurden mehrere Male geschlagen. Das Resultat war, dass ihr Kredit erschüttert wurde und mehrere wichtige Firmen pleitegingen. Auch der Papst war gegen sie, aber als sie die Venezianer dazu brachten, einzugreifen, wendete sich das Blatt, und Visconti wurde schließlich geschlagen und gezwungen, zu ungünstigen Bedingungen Frieden zu akzeptieren (1427).
Die alten Systeme zur Erhebung der Staatseinnahmen entsprachen nicht mehr den Bedürfnissen der Republik, und schon 1336 wurden die verschiedenen Staatskredite in eine Nationalschuld (monte) konsolidiert. Von da an wurden alle außerordentlichen Aufwendungen durch Zwangskredite (prestanze) gedeckt, aber die Methode Verteilung führte zu Unzufriedenheit unter den unteren Klassen, und 1427 wurde ein catasto oder eine Schätzung des gesamten Vermögens der Bürger gebildet. Maßnahmen wurden ausgearbeitet, um die Obligationen entsprechend der Leistungsfähigkeit eines jeden zu verteilen und eine zu harte Belastung der Armen zu vermeiden. Der catasto war hauptsächlich das Werk Giovanni de Medicis, der dadurch seine Popularität wesentlich steigerte. Er starb 1429.

### Cosimo der Alte

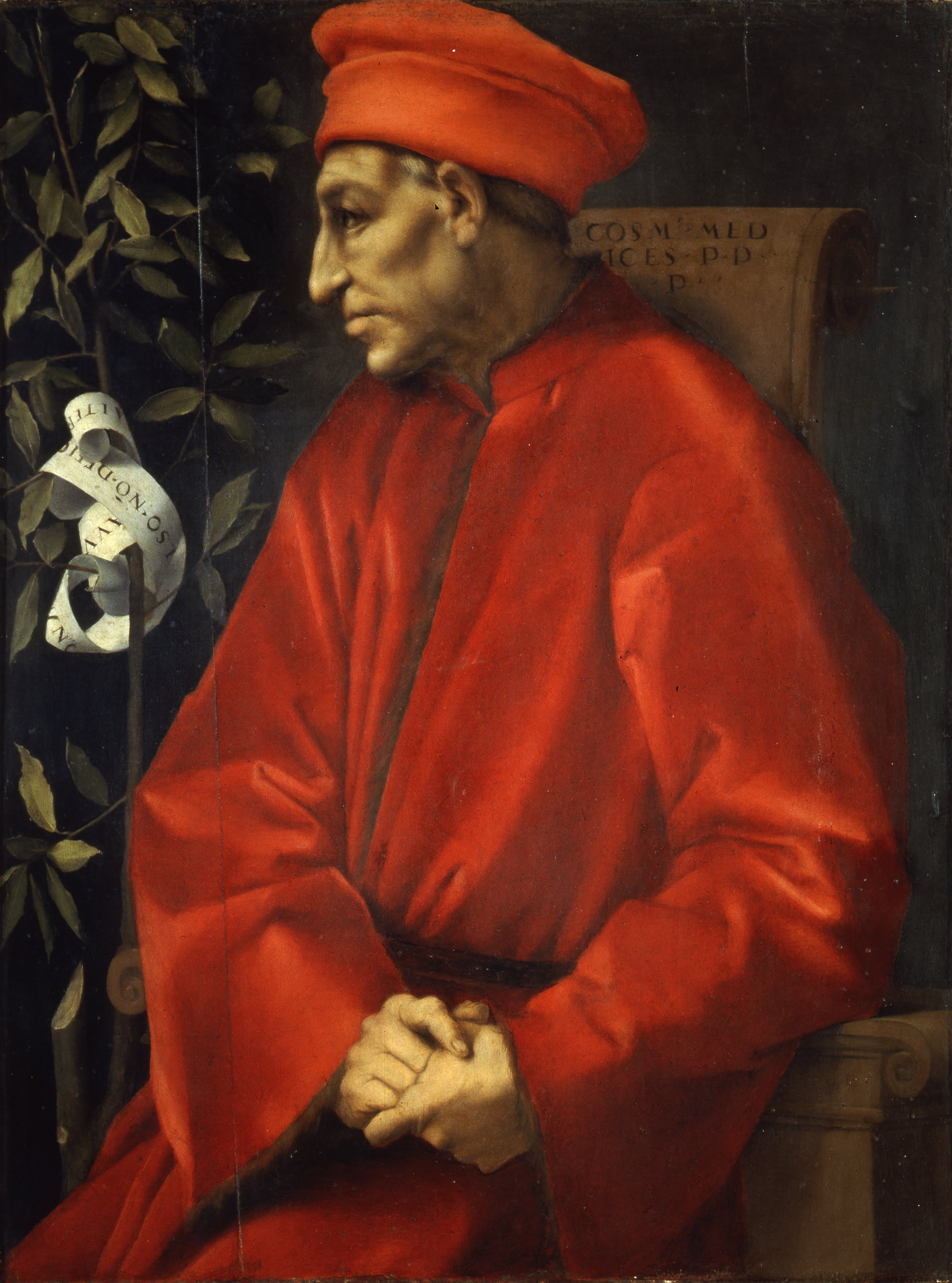
Cosimo de’ Medici

Ein Versuch, Lucca zu erobern, führte Florenz im Verbund mit Venedig in einen weiteren kostenträchtigen Krieg mit Mailand (1432–1433). Das Missmanagement bei dem Feldzug zog einen Streit zwischen der von Rinaldo degli Albizzi geführten aristokratischen und der von Cosimo de’ Medici (Giovannis Sohn) geführten Volkspartei nach sich, obwohl beide vorher dem Krieg zugestimmt hatten. Rinaldo war entschlossen, die Medici-Partei zu zerschlagen und setzte erfolgreich Cosimos Verbannung durch. Die Albizzi versuchten durch die Übertragung außergewöhnlicher Befugnisse auf den capitano del popolo ihre Position zu stärken, aber die Medici hatten noch großen Rückhalt im Volk. Rinaldos Vorschlag eines Staatsstreichs fand in seiner eigenen Partei keine Resonanz, und er konnte die Wahl einer pro-mediceischen Signoria 1434 nicht verhindern. Er und andere Führer der Partei wurden in den Palast vorgeladen, um Anschuldigungen eines Komplotts gegen den Staat zu entgegnen. Er antwortete, indem er 800 bewaffnete Anhänger zusammenrief. Eine Revolution wurde nur durch die Intervention Papst Eugens IV. abgewendet, der sich zu der Zeit in Florenz aufhielt.

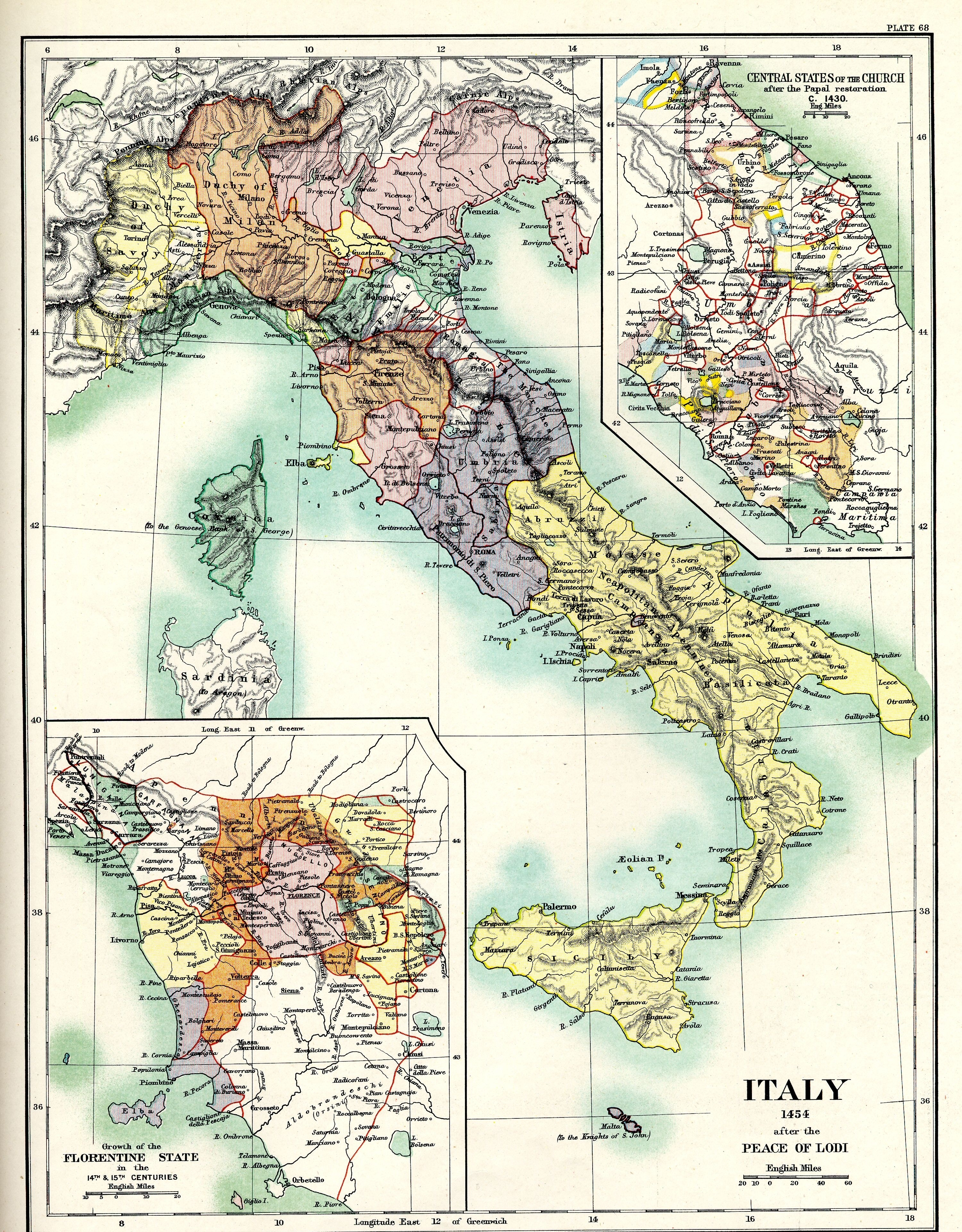
Das florentinische Territorium beim Frieden von Lodi (1454) im Verhältnis zum übrigen Italien. Sonderkarte links unten: rosa das Territorium um 1300; Erweiterungen bis 1377 braun; Erweiterungen bis 1377, die vor 1377 wieder verloren wurden, braun umrandet; Erweiterungen 1377–1433 gelb; Erweiterungen 1433–1494 grün.

Ein parlamento wurde einberufen, und die gewählte Balia beschloss die Rückkehr Cosimos und die Verbannung von Rinaldo degli Albizzi, Rodolfo Peruzzi, Niccolò Barbadori und anderer, trotz eines schwachen Versuchs Eugens, sie zu schützen. Am 6. Oktober 1434 kehrte Cosimo nach Florenz zurück. In den nächsten drei Jahrhunderten ist die Geschichte der Stadt durch die des Hauses Medici bestimmt. Cosimo gelang es, die Republik zu dominieren und dabei nominell ein Privatbürger zu bleiben. Er verbannte diejenigen, die sich ihm widersetzten, und regierte mittels der Balia, die alle fünf Jahre wiedergewählt wurde, alle Magistrate ernannte und entsprechend seinen Anordnungen handelte. 1437 waren Florenz und Venedig wieder im Krieg mit den Visconti, deren Anführer Niccolò Piccinino beim Betreten der Toskana mit vielen Florentiner Verbannten in seinem Gefolge in der Schlacht von Anghiari (1440) von den Florentinern unter Francesco I. Sforza vernichtend geschlagen wurde; im folgenden Jahr wurde Frieden geschlossen.
Das System des catasto, das zu Missbrauch führte, wurde abgeschafft, und eine progressive Einkommensteuer (decima scala) wurde eingeführt, mit dem Ziel, die Armen zu entlasten, die in der Regel Medici-Anhänger waren. Aber da die Steuer häufig angehoben wurde, wurde am Ende die ganze Gesellschaft von ihr bedrückt. Cosimo erweiterte seine eigene Autorität und die der Republik, indem er Francesco Sforza half, Herzog von Mailand zu werden (1450), und er stand im Krieg gegen Venedig auf seiner Seite (1452–1454). 1452 kam Kaiser Friedrich III. auf seinem Weg zur Krönung in Rom durch Florenz und wurde als Freund begrüßt. Während der letzten Jahre von Cosimos Leben waren die Dinge weniger unter seiner Kontrolle, und der Gonfaloniere Luca Pitti, ein eitler und ehrgeiziger Mann, setzte viele Änderungen durch, so etwa die Abwertung der Ämter des Podestà und des Capitano, die Cosimo begehrte, aber gerne anderen überließ.

### Lorenzo der Prächtige

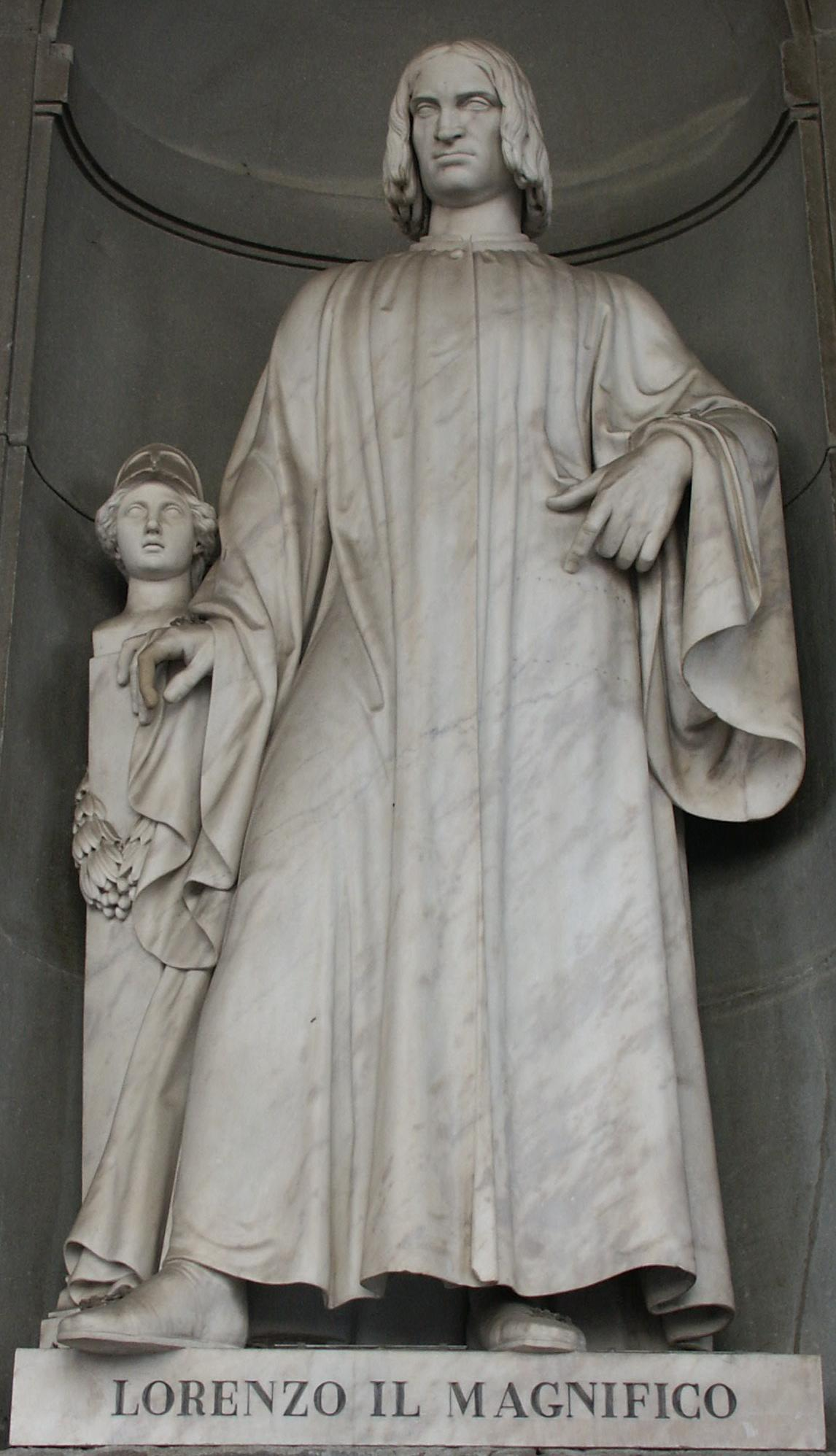
Statue von Lorenzo de Medici il magnifico auf dem Platz der Uffizien

1464 starb Cosimo, und ihm folgte – nicht ohne Opposition – sein Sohn Piero nach, der sehr schwach und gichtkrank war. Die Anti-Medici-Partei wurde Del Poggio genannt, weil das Haus ihres Führers Luca Pitti auf einem Hügel war; die Medici-Partei wurde Del Piano genannt, weil Pieros Haus unten in der Stadt stand; die anderen Oppositionsführer waren Dietisalvi Neroni und Agnolo Acciaiuoli. Verschiedene Verschwörungen wurden gegen Piero ausgebrütet, aber seine unerwartete Energie vereitelte die Pläne seiner Gegner. Der Tod Sforzas führte zu einem Nachfolgekrieg in Mailand, und die durch die Florentiner Exilanten aufgestachelten Venezianer marschierten in die Toskana ein. Der Krieg endete nach vielen ergebnislosen Gefechten 1468 durch die Intervention Papst Pauls II.
Piero starb 1469 und ließ zwei Söhne zurück: Lorenzo (1449–1492) und Giuliano (1453–1478). Der Erstere ergriff sofort die Zügel der Regierung und wurde in einer Weise Herrscher über Florenz, die weder Cosimo noch Piero jemals versucht hatten. Er gründete seine Vorherrschaft auf eine Balia, die aus der Signoria, den accoppiatori und 240 anderen Mitgliedern bestand, allesamt Medici-Anhänger, die alle fünf Jahre zu ersetzen waren (1471). Als 1472 ein Streit über die Alaunminen von Volterra aufgekommen war, schickte Lorenzo eine Expedition zu der Stadt; sie wurde geplündert und viele Einwohner massakriert. Aufgrund einer Vielzahl von Gründen entstand eine Feindschaft zwischen Lorenzo und Papst Sixtus IV. Wenn der Papst auch kein Komplize war, so war er zumindest Mitwisser bei der Pazzi-Verschwörung gegen die Medici (1478).
Das Ergebnis des Komplotts war, obwohl Giuliano ermordet wurde, dass Lorenzo seine Position festigte und eine Zahl seiner Feinde hinrichten oder verbannen ließ. Er wurde von Sixtus exkommuniziert, der zusammen mit König Ferdinand von Neapel gegen ihn in den Krieg zog. Auf keiner der Seiten konnte man zunächst Erfolge verzeichnen, aber schließlich wurden die Florentiner in Poggio Imperiale (bei Poggibonsi) besiegt, und die Stadt selbst war in Gefahr. Lorenzos Position war kritisch, aber durch seine Kühnheit, nach Neapel zu gehen, gelang es ihm, mit dem König Frieden zu machen, was zu einer Versöhnung mit dem Papst führte (1479–1480). Bei seiner Rückkehr nach Florenz wurde Lorenzo enthusiastisch empfangen, was er zur Festigung seiner Macht nutzte. Die im April 1480 gebildete Balia, beschloss u. a. einen Rat der Siebzig (consiglio dei settanta) einzusetzen, der sich, obwohl ursprünglich nur für fünf Jahre konstituiert, zu einer dauerhaften Institution entwickelte. Da die Mitglieder allesamt Anhänger Lorenzos waren, stellte der Rat eine dauerhafte Stütze der Medici-Herrschaft dar. Noch 1480 konnte eine Verschwörung gegen Lorenzo vereitelt werden. Der Rat verabschiedete daraufhin ein Gesetz, das Anschläge auf Lorenzos Leben zum Hochverrat erklärte. Bis zu Lorenzos Tod blieb die Stadt nun frei von Parteistreit.
Aufgrund seiner politischen Aktivität hatte Lorenzo die Geschäftsinteressen seiner Firma vernachlässigt und, um gewisse schwere Verluste wiedergutzumachen, scheint er sich öffentliche Gelder angeeignet zu haben. Seine glänzende, aber teure Außenpolitik machte weitere Zwangsanleihen notwendig, und er legte seine Hand auch an den Monte delle Doti, eine Versicherungsanstalt, die Mitgiften für Mädchen bereitstellte.
Ein Versuch der Venezianer, Ferrara zu besetzen, führte zu einem allgemeinen italienischen Krieg, in dem Florenz sich auf die Seite gegen Venedig stellte. Als 1484 Frieden geschlossen wurde, gewann die Republik einige Vorteile. Im folgenden Jahr brach eine Revolte der neapolitanischen Barone gegen König Ferdinand aus, aktiv von Papst Innozenz VIII. unterstützt; Lorenzo blieb zunächst neutral, aber wegen seiner Gleichgewichtspolitik, und weil er Ferdinand nicht völlig unterlegen sehen wollte, unterstützte er ihn trotz der Unbeliebtheit des Königs in Florenz. Frieden wurde 1486 geschlossen, als der Papst bereit war, zu einem Vergleich zu kommen. 1487 gewann Lorenzo Sarzana zurück, das Genua den Florentinern neun Jahre zuvor entrissen hatte. Das allgemeine Durcheinander und die unaufhörlichen Intrigen in ganz Italien erforderten Lorenzos ständige Aufmerksamkeit, und ihm gelang es, Florenz zum Zünglein an der Waage der Macht in Italien zu machen. Zu dieser Zeit war der Dominikaner Girolamo Savonarola in Florenz und rüttelte die ganze Stadt mit seinen Angriffen gegen die Korruption in der Kirche und unter den Florentinern auf. Er opponierte gegen Lorenzos Regierung als dem Ursprung der Sittenlosigkeit des Volkes und brachte in gewissem Maße die öffentliche Meinung gegen ihn auf. Lorenzo erkrankte nun, und Savonarola, den er an sein Bett gerufen hatte, verweigerte dem Zerstörer der Florentiner Freiheiten die Absolution. Lorenzo, während dessen Herrschaft Florenz eines der wichtigsten Zentren von Kunst und Literatur in Europa geworden war, starb 1492.

### Vertreibung der Medici
Ihm folgte sein Sohn Piero nach, der keine der Qualitäten seines Vaters hatte und eine Reihe politischer Fehler machte. Als Karl VIII. von Frankreich nach Italien kam, um Neapel zu erobern (Beginn der Italienischen Kriege), entschied Piero Neapel zu unterstützen, obwohl die traditionellen Sympathien des Volks auf der Seite des französischen Königs waren. Und als Karl auf Florentiner Territorium eintraf und Sarzana besetzte, ging Piero in sein Lager und bat ihn um Entschuldigung. Der König verlangte die Abtretung Pisas, Livornos und anderer Städte, was Piero gestattete. Bei seiner Rückkehr nach Florenz am 8. November 1494 fand er die Opposition gestärkt und seine Popularität gesunken, insbesondere als die Nachricht von den skandalösen Abtretungen an Karl bekannt wurde. Ihm wurde der Zugang zum Palast verwehrt, und das Volk begann Popolo e libertà entgegen den Medici-Ruf Palle palle (nach den Kugeln auf dem Medici-Wappen) zu rufen. Mit einer kleinen Eskorte floh er aus der Stadt, kurz darauf auch sein Bruder Giovanni. Am selben Tag erhob sich Pisa gegen die Florentiner und wurde von Karl besetzt.
Die Vertreibung der Medici verursachte Unordnung, aber Piero Capponi und anderen prominenten Bürgern gelang es, den Frieden zu bewahren. Gesandte, einer davon Savonarola, wurden geschickt, um mit dem französischen König zu verhandeln, aber eine Einigung wurde nicht erzielt, bis Karl am 17. November an der Spitze einer 12.000-köpfigen Armee in Florenz eintraf. Trotz ihrer französischen Sympathien waren die Bürger entrüstet über die Besetzung Sarzanas, und während sie dem König ein großartiges Willkommen bereiteten, mochten sie sein Auftreten als Eroberer nicht. Karl war vom Reichtum und von der Kultiviertheit der Bürger und vor allem vom festungsgleichen Äußeren ihrer Paläste beeindruckt. Die Signoria ernannte Piero Capponi zum Gonfaloniere, einen Mann von großem Talent und Patriotismus und in Diplomatie erfahren. Francesco Valori, der Dominikaner Giorgio Vespucci und der Diplomat Domenico Bonsi wurden Syndikus für die Verhandlungsführung mit dem französischen König.
Karls Forderungen gefielen den Bürgern nicht, und die Arroganz und Brutalität seiner Soldaten führte zu Aufständen, bei denen sie in den engen Straßen mit Steinen angegriffen wurden. Als der König eine Rückkehr Piero de’ Medicis andeutete, forderte die Signoria die Bürger auf, sich bereitzumachen, zu den Waffen zu greifen. Der Vorschlag wurde fallengelassen, aber Karl verlangte eine immense Geldsumme, bevor er die Stadt verlassen würde. Lange Debatten folgten, und als er schließlich ein anmaßendes Ultimatum stellte, lehnten die Syndikus es ab. Als dem König klar wurde, was ein Straßenkampf in Florenz bedeuten würde, war er sofort zu einer Einigung bereit. Er begnügte sich mit 120.000 Florin und willigte ein, die von ihm eingenommenen Festungen innerhalb von zwei Jahren abzugeben, es sei denn, sein Feldzug gegen Neapel würde früher abgeschlossen; die Medici sollten verbannt bleiben, aber ihr Kopfgeld wurde aufgehoben. Aber Karl wollte nicht abreisen, was dauerhaft für Beunruhigung in der Stadt sorgte. Erst am 28. November, nach einer Ermahnung durch Savonarola, den er sehr respektierte, verließ er Florenz.

### Girolamo Savonarola

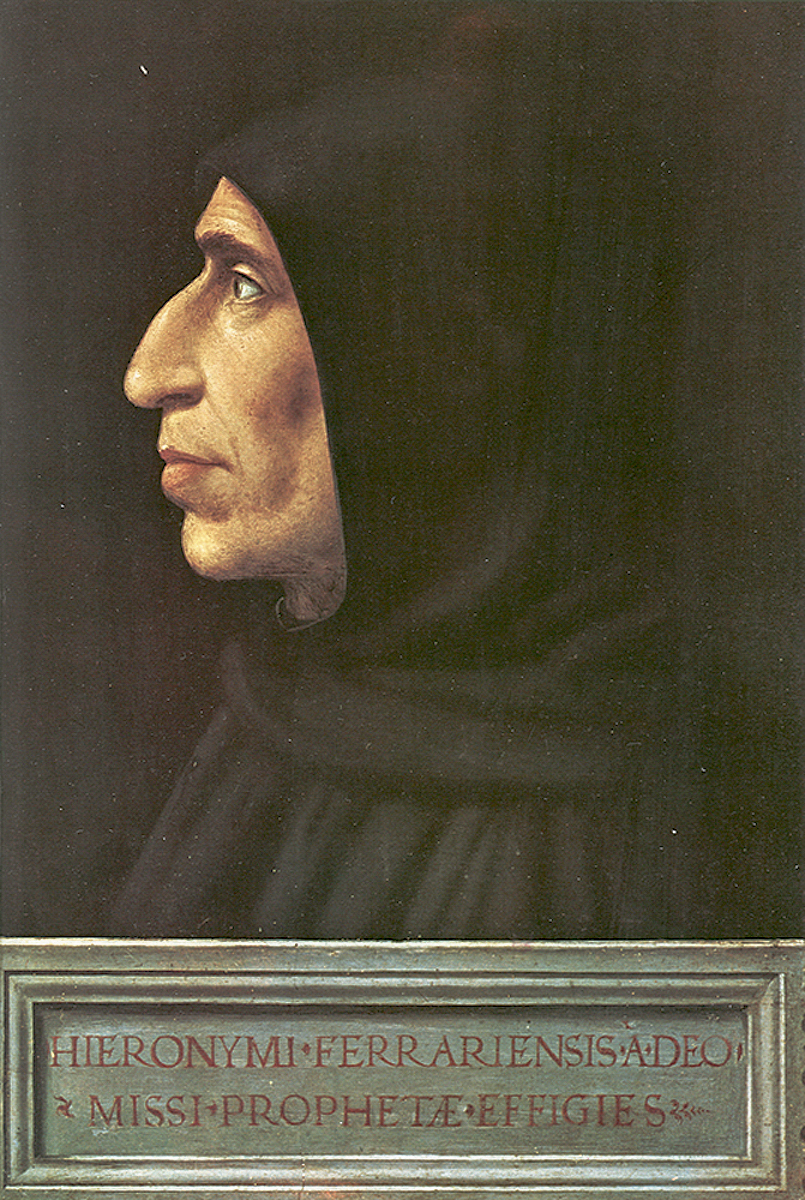
Girolamo Savonarola, Bildnis von Fra Bartolomeo, um 1498

Es war nun vorgesehen, die Regierung auf der Basis der alten republikanischen Institutionen wiederherzustellen. Man musste aber einsehen, dass 60 Jahre Medici-Herrschaft diese Institutionen zu reinen Schattengebilden gemacht hatten. Der Zustand der Regierung, großenteils republikanisch, kontrolliert von einer Balia aus 20 accoppiatori und häufig durch die Einberufung eines parlamento gestört, war äußerst chaotisch. Folglich redeten die Menschen über nichts anderes als eine Änderung der Regierung. Aber unglücklicherweise gab es keine Oberklasse mehr, die mit den öffentlichen Angelegenheiten vertraut gewesen wäre, während die Unterklasse völlig demoralisiert war. Viele Vorschläge wurden gemacht, keiner davon war von praktischem Wert, bis Girolamo Savonarola, der sich bereits als moralischer Reformer einen Namen gemacht hatte, seine berühmte politische Predigtenreihe begann.
Als sich das Bündnis zwischen Papst, Kaiser, Venedig und Spanien gegen Karl VIII. durchsetzte, musste dieser sich nach Frankreich zurückziehen. Auf seinem Weg zurück kam er durch Florenz, und obwohl die Republik einen Beitritt zu dem Bündnis abgelehnt hatte, sah sie sich in Gefahr, weil Piero de’ Medici sich im Gefolge des Königs aufhielt. Savonarola wurde wiederum in das französische Lager geschickt und überzeugte den König, von jeglicher Idee zur Wiedereinsetzung der Medici Abstand zu nehmen. Zur selben Zeit brach Karl sein Versprechen, indem er den Pisanern Hilfe in ihrer Revolte gegen Florenz gab und die Festungen nicht wieder zurückgab.
Nachdem die Franzosen Italien aufgegeben hatten, warb Piero de’ Medici einige Söldner an und marschierte auf Florenz. Die Bürger griffen jedoch – angefeuert von Savonarola – zu den Waffen und machten sich zu heftiger Gegenwehr bereit. Aufgrund Pieros Unfähigkeit und der Erschöpfung seiner Geldmittel wurde nichts aus dem Feldzug. Gleichzeitig ging es der Stadt nicht gut; ihre Ressourcen waren durch den an Karl gezahlten Betrag und durch den Krieg belastet; ihre Kreditwürdigkeit war erschüttert, ihr Handel gelähmt; Hungersnot und Pest suchten die Stadt heim, und der Krieg zur Unterwerfung Pisas ging schlecht voran. Noch schlimmer war 1496 der Tod eines der fähigsten und unparteiischsten Staatsmänner, Piero Capponi.
Die Liga griff nun Florenz an, denn Borgia-Papst Alexander VI. hasste Savonarola und war entschlossen, die Republik zu zerstören, um die Medici vorübergehend wiedereinzusetzen und den Weg für seine eigenen Söhne vorzubereiten. Die Venezianer und Kaisertruppen belagerten Livorno, und es gab großes Elend in Florenz. All dies ließ Savonarolas Popularität etwas absinken, aber nachdem der Feind bei Livorno geschlagen worden war und die Liga auseinanderzubrechen schien, fassten die Florentiner Mut, und die Partei des Mönchs war wieder im Aufwind. Zahlreiche Prozessionen wurden abgehalten, Savonarolas Predigten gegen Korruption und Laster schienen die Bürger vorübergehend verwandelt zu haben, und der Karneval 1497 blieb berühmt für die bruciamenti della vanità (d. h. das Verbrennen „unanständiger“ Bücher und Bilder sowie Karnevalsmasken und Kostüme). Die Predigten des Mönchs gegen kirchliche Korruption und insbesondere gegen den Papst resultierten in seiner Exkommunizierung, wodurch er viel von seinem Einfluss verlor.
Im selben Jahr versuchte Piero de’ Medici einen weiteren Anlauf auf Florenz. Als erneute Medici-Komplotte entdeckt wurden, wurde Bernardo del Nero und anderen berühmten Bürgern der Prozess gemacht, und sie wurden hingerichtet; aber die Savonarola gegenüber feindliche Partei gewann an Boden und hatte die Unterstützung der Franziskaner, die dem Dominikanerorden feindlich gesinnt waren. Zwischen Savonarola und seinen Gegnern kam es nun zu einem heftigen Streit auf den Kanzeln, der gelöst wurde, indem diesem das Predigen verboten wurde. Bei einer Feuerprobe wurde Savonarola verletzt. Danach verlor er noch mehr das Vertrauen der Florentiner. Der Papst forderte wieder und wieder seine Auslieferung, blieb aber trotz seiner Drohungen eines Interdikts gegen die Stadt erfolglos.
Die Piagnoni waren nicht mehr an der Macht, und als eine Signoria aus Arrabbiati 1493 gewählt wurde, griff ein Mob von Gegnern Savonarolas den Konvent von San Marco an, wo er wohnte. Er wurde inhaftiert und der Häresie und des Verrats beschuldigt. Der zu seinem Prozess berufene Ausschuss bestand aus seinen Feinden, darunter Doffo Spini, der vorher versucht hatte, ihn zu ermorden. Während der drei Prozesse kam es zu vielen Unregelmäßigkeiten, und Savonarola wurde wiederholt gefoltert. Die scheidende Signoria sorgte dafür, dass eine ihr gleichgesinnte Signoria zur Nachfolgerin gewählt wurde, und am 22. Mai 1498 wurde Savonarola zum Tod verurteilt und am folgenden Tag hingerichtet.

### Wiedereinsetzung der Medici

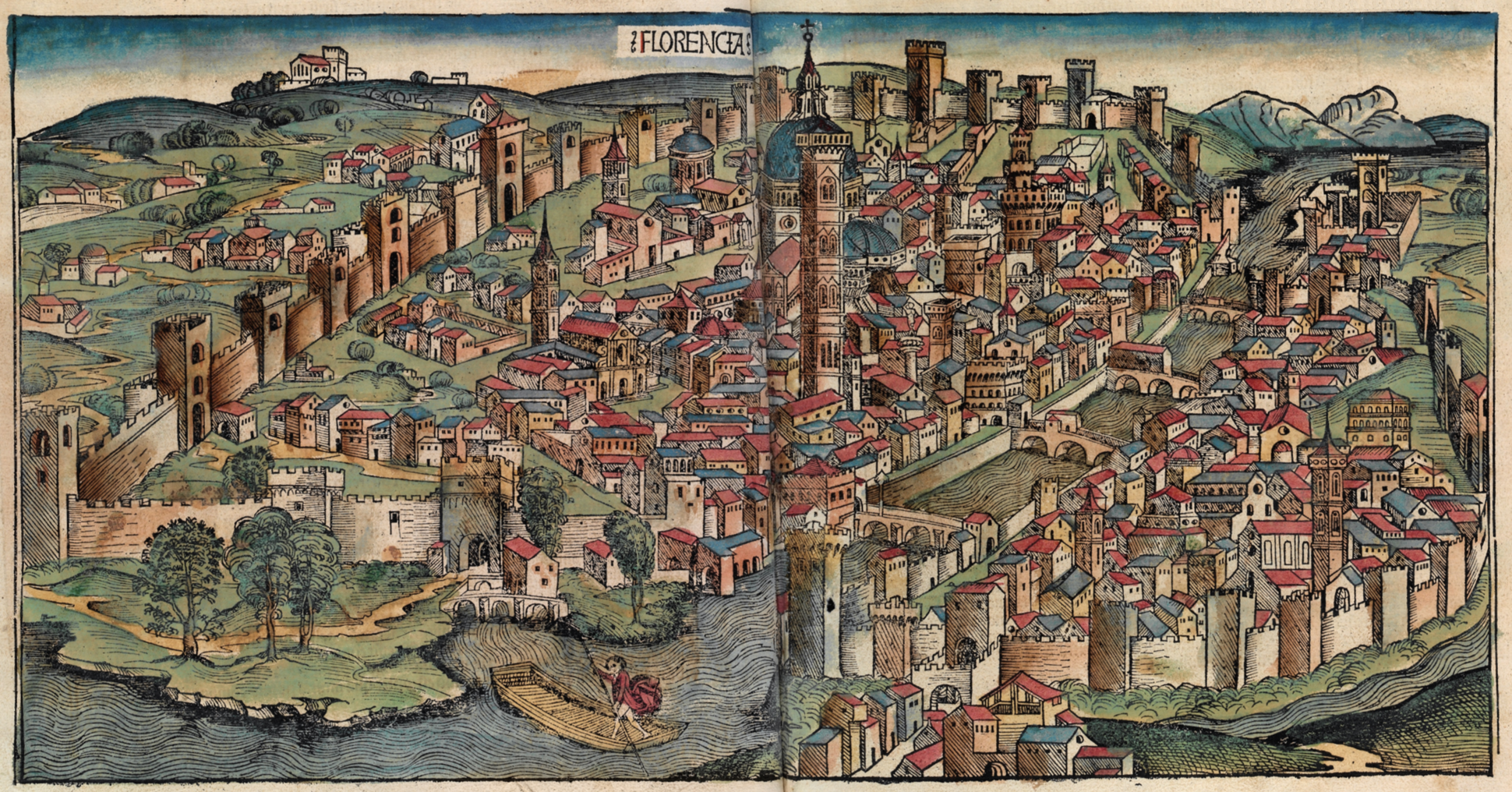
Stadtansicht aus der Schedelschen Weltchronik (1493)

Nachdem der Papst zufriedengestellt war, war die Situation in Florenz für den Augenblick weniger kritisch. Der Krieg gegen Pisa wurde wieder aufgenommen, und 1499 wurde die Stadt vielleicht nur wegen der Verzögerungstaktik des Florentiner Befehlshabers Paolo Vitelli nicht eingenommen; er wurde daraufhin verhaftet, des Verrats angeklagt und hingerichtet. Ludwig XII. von Frankreich, der jetzt eine Armee nach Italien schickte, um Mailand zu erobern, erhielt die Unterstützung der Florentiner. Cesare Borgia, der viele Städte in der Romagna besetzt hatte, verlangte plötzlich die Wiedereinsetzung der Medici in Florenz, und die Gefahr wurde nur abgewehrt, indem man ihn mit einem beträchtlichen Gehalt zum Generalkapitän der Florentiner Truppen ernannte (1501).
Die Schwäche der Regierung wurde jeden Tag offensichtlicher, mehrere konstitutionelle Änderungen wurden durchgeführt und viele alte Institutionen, wie die des Podestà und des Capitano del popolo, wurden abgeschafft. Schließlich wurde 1502 das Amt des Gonfaloniere auf Lebenszeit verliehen, um der Regierung mehr Stabilität zu verleihen; weiterhin hatte er das Recht, der Signoria Gesetzesvorschläge zu unterbreiten. Die Wahl fiel auf Piero Soderini (1452–1522), einen ehrlichen Mann mit Gemeinsinn, der keiner bestimmten Partei angehörte, dem es aber an Charakterstärke fehlte. Eine nützliche Maßnahme, die er ergriff, war die Einrichtung einer nationalen Miliz auf Anregung Niccolò Machiavellis (1505). In der Zwischenzeit zog sich der pisanische Krieg hin, ohne dass viel Fortschritt erzielt wurde. 1503 waren sowohl Piero de’ Medici als auch Alexander VI. gestorben, womit zwei Gefahren für die Republik ausgeschaltet waren. Spanien, das sich über die Aufteilung Neapels im Krieg mit Frankreich befand, half den Pisanern als den Feinden von Florenz, dem Verbündeten von Franz I. (1501–1504). Als dieser Krieg vorüber war, konnten die Florentiner Pisa belagern (1507), und 1509 wurde die Stadt durch eine Hungersnot zur Kapitulation gezwungen und abermals von Florenz abhängig.
Nachdem Papst Julius II. mit Frankreich und Spanien gegen die Republik Venedig die Liga von Cambrai gebildet hatte, zog er sich 1510 aus ihr zurück und erhob den Ruf Fuori i Barbari („Raus mit den Barbaren“), mit er die Franzosen aus Italien zu vertreiben suchte. König Ludwig schlug daraufhin ein ökumenisches Konzil vor, um ein Schisma in der Kirche zu verursachen, und verlangte, dass es auf Florentiner Territorium abgehalten werden solle. Nach etwas Zögern willigte die Republik ein, und das Konzil wurde in Pisa eröffnet, woraufhin der Papst Florenz umgehend unter ein Interdikt stellte. Auf Bitten der Florentiner wurde das Konzil nach Mailand verlegt, was sie aber nicht vor dem Zorn des Papstes bewahrte.
Eine spanische Armee unter Ramón de Cardona und von Kardinal Giovanni de’ Medici und seinem Bruder Giuliano begleitet, drang auf das Territorium der Republik vor und verlangte 100.000 Florin, die Entlassung Soderinis und die Wiederzulassung der Medici. Soderini bot seinen Rücktritt an, aber der Große Rat unterstützte ihn, und es wurden Vorkehrungen zur Verteidigung getroffen. Im August nahmen die Spanier Prato im Sturm und begingen Gräueltaten an den Einwohnern. Florenz war in Panik, eine Gruppe der Ottimati oder Adligen zwang Soderini dazu, zurückzutreten und die Stadt zu verlassen. Cardonas neue Bedingungen wurden akzeptiert: die Wiederzulassung der Medici, eine Geldzahlung von 150.000 Florin und ein Bündnis mit Spanien. Am 1. September 1512 betraten Giuliano und Giovanni de’ Medici und ihr Neffe Lorenzo mit spanischen Truppen Florenz. Ein parlamento wurde einberufen und eine Balia gebildet, die den Gran Consiglio abschaffte und eine Verfassung ähnlich jener von Lorenzo Il Magnifico schafften. Giuliano wurde der De-facto-Kopf der Regierung, aber er verfolgte nicht die übliche rachsüchtige Politik seines Hauses, wenn er auch auf die laurentinische Methode zurückgriff, die Bürger mit glanzvollen Festivitäten zu unterhalten.
Nach dem Tod von Julius II. 1513 wurde Giovanni de’ Medici als Leo X. zum Papst gewählt, ein Ereignis, das die Bedeutung des Hauses enorm steigerte. Im März 1516 starb Giuliano di Lorenzo de’ Medici, Herzog von Nemours und wurde gefolgt von seinem Neffen Lorenzo di Piero de’ Medici, der auch zum Herzog von Urbino gemacht wurde. Bei seinem Tod 1519 übernahm Kardinal Giulio de’ Medici (Sohn des Giuliano, der in der Pazzi-Verschwörung umgebracht worden war) die Regierungsverantwortung. Er traf auf Opposition und musste die Ottimati gegen die Piagnoni ausspielen, aber er herrschte nicht schlecht und wahrte in jedem Fall die äußeren Formen der Freiheit. 1523 wurde er als Clemens VII. Papst und schickte seine Verwandten Ippolito und Alessandro, beide minderjährig und unehelich, unter der Vormundschaft von Kardinal Silvio Passerini nach Florenz. Ippolito wurde Il Magnifico genannt und sollte Herrscher der Republik werden.

## Die Neuzeit

### Erneute Vertreibung und Wiedereinsetzung der Medici
Aber Kardinal Passerinis Regentschaft stellte sich als höchst unpopulär heraus, und die Stadt brodelte bald vor Unzufriedenheit. Revolten brachen aus, und Passerini zeigte sich der Situation nicht gewachsen. Die Ottimati waren zum größten Teil gegen die Medici eingestellt, und um 1527 wurde die Position unhaltbar. Durch den Sacco di Roma wurde der Einfluss des Medici-Papstes Clemens vorübergehend ausgeschaltet. Dies führte am 16. Mai 1527 zu einem erfolgreichen Machtwechsel. Als Filippo Strozzi und vor allem seine Ehefrau ihr politisches Gewicht in die Waagschale gegen die Medici warfen und die Magistrate sich für ihren Ausschluss von der Macht aussprachen, verließen Passerini, Ippolito und Alessandro Florenz (17. Mai 1527).
Ein Consiglio degli Scelti wurde einberufen, und eine Verfassung ähnlich der zu Savonarolas Zeit wurde beschlossen. Der Große Rat wurde wiederbelebt und Niccolò Capponi zum Gonfaloniere für ein Jahr gemacht. Aber Florenz wurde von seinen Parteien zerrissen: den Ottimati, die eine Oligarchie wollten; den Palleschi oder Medici, die sie im Allgemeinen unterstützten; den Adirati, die Capponi wegen seiner Mäßigung opponierten; den Arrabbiati, die stark anti-Medici waren, und den Popolani, die die Ottomati ablehnten. Capponi tat sein bestes, die Stadt zu reformieren und die Situation zu retten, und während er in den inneren Angelegenheiten Savonarolas Ton annahm, sah er die Gefahren der äußeren Situation und erkannte, dass eine Versöhnung zwischen dem Papst und Kaiser Karl V. verheerende Folgen für Florenz haben würde, denn Clemens würde sicherlich die Gelegenheit ergreifen, um seine Familie wieder an die Macht zu bringen. Nachdem er trotz Opposition 1525 wieder zum Gonfaloniere gewählt worden war, versuchte Capponi, Frieden mit dem Papst zu machen. Seine Korrespondenz mit dem Vatikan führte aber zur ungerechtfertigten Beschuldigung des Hochverrats, und obwohl er freigesprochen wurde, musste er sein Amt abgeben und die Stadt für sechs Monate verlassen.
Francesco Carducci wurde an seiner Stelle zum Gonfaloniere gewählt, und am 29. Juni 1529 schlossen Papst und Karl V. den Frieden von Barcelona, in dem Letzterer einwilligte, die Medici wieder in Florenz einzusetzen. Carducci traf Vorkehrungen für eine Belagerung, aber ein großer Teil des Volks war entweder aus Sympathie für die Medici oder aus Angst gegen ihn, obwohl die Frateschi – wie die Vertreter von Savonarolas Ansichten genannt wurden – ihn stark unterstützten. Ein Nove della Milizia genanntes Gremium, in dem auch Michelangelo Buonarotti saß, wurde mit der Verteidigung der Stadt betraut, und Michelangelo selbst überwachte die Verstärkung der Befestigungsanlagen. Eine höchst unglückliche Wahl für das Oberkommando über die Armee war Malatesta Baglioni. Im August marschierte eine kaiserliche Armee unter Philibert de Chalon, auf die Stadt zu. Im September gab Malatesta Perugia auf, und andere Städte fielen den Kaisertruppen in die Hände. Versuchen, mit dem Papst zu einer Einigung zu kommen, war kein Erfolg beschieden, und im Oktober begann die Belagerung. Obwohl die Bürger alleine gegen Papsttum und Reich dastanden, zeigten sie sich unverdrossen. Die herausragendste Persönlichkeit bei diesen Ereignissen war Francesco Ferrucci. Aber Malatesta war im Herzen ein Verräter und behinderte die Verteidigung der Stadt auf jede Weise. Ferrucci, der Volterra wiedererobert hatte, marschierte nach Gavinana oberhalb Pistoias, um die Kaisertruppen im Rücken anzugreifen. Eine Schlacht fand an dieser Stelle am 3. August 1530 (Schlacht von Gavinana) statt, aber trotz Ferruccis Heldenmut wurde er besiegt und getötet. Der Fürst von Orange fiel ebenfalls in diesem verzweifelten Gefecht. Malatesta trug zu der Niederlage bei, indem er einen gleichzeitigen Angriff der Belagerten verhinderte.
Die Hungersnot innerhalb der Stadt war nun sehr groß, und ein wachsender Anteil der Bevölkerung sprach sich für die Kapitulation aus. Die Signoria begriff schließlich, dass Malatesta ein Verräter war, und entließ ihn. Aber es war zu spät, und er verhielt sich nun, als ob er der Statthalter von Florenz wäre – als die Truppen versuchten, seine Entlassung durchzusetzen, wendete er die Waffen gegen sie. Am 9. August sah die Signoria, dass alle Hoffnung vergebens war und ging Verhandlungen mit Don Ferrante I. Gonzaga ein, dem neuen kaiserlichen Befehlshabenden. Am 12. August 1530 wurde die Kapitulation unterzeichnet: Florenz musste eine Entschädigung von 80.000 Florin zahlen; die Medici waren wieder zu berufen; der Kaiser sollte eine neue Regierung einsetzen, wobei es sich verstand, dass die Freiheit erhalten bleiben sollte. Baccio Valori, ein Medici, der im kaiserlichen Lager gewesen war, übernahm nun die Verantwortung, und die Stadt wurde von fremden Truppen besetzt. Ein parlamento wurde einberufen, die übliche balia gebildet und jegliche Opposition zum Schweigen gebracht. Die Stadt wurde Papst Clemens übergeben, der in Verletzung der Kapitulationsbedingungen Carducci und Girolami (der letzte Gonfaloniere) hängen ließ und Alessandro de’ Medici, den unehelichen Sohn von Lorenzo, Herzog von Urbino, am 5. Juli 1531 als Oberhaupt der Republik einsetzte. Im nächsten Jahr wurde die Signoria abgeschafft, Alessandro zum Gonfaloniere auf Lebenszeit gemacht und seine Herrschaft durch kaiserliches Patent innerhalb seiner Familie erblich gemacht. So verlor Florenz 1532 seine Freiheit und wurde zur Hauptstadt des Herzogtums (später Großherzogtums) Toskana.

### Florenz als Hauptstadt der Toskana
Mit der Gründung des Kapuzinerklosters in Montughi in den 1570er Jahren entstand die berühmte Biblioteca del Convento dei Cappuccini di Montughi.
Die Medici-Dynastie herrschte in der Toskana bis zum Tod Gian Gastone de’ Medicis 1737. Das Großherzogtum ging dann auf Franz Stephan, den Herzog von Lothringen, über. Bis 1753 wurde es durch eine Regentschaft regiert. Florenz kam unter die Herrschaft der Habsburger, als Maria Theresia die Regentschaft an ihren Sohn Peter Leopold übertrug. Dieser schaffte im Rahmen zahlreicher Reformen 1786 erstmals Todesstrafe und Folter ab.
Während der Napoleonischen Kriege wurde Großherzog Ferdinand III. von Habsburg-Lothringen vom Thron gejagt, und die Toskana 1808 vom französischen Kaiserreich annektiert. 1809 wurde Florenz zur Hauptstadt des Königreichs Etrurien gemacht; aber nach dem Sturz Napoleons 1814 wurde Ferdinand wiedereingesetzt. Er starb 1833, sein Nachfolger wurde Leopold II. 1848 gab es eine liberale Revolutionsbewegung in Florenz, und Leopold gewährte eine Verfassung. Aber es kam zu Unruhen, und 1849 kehrte der Großherzog mit einer österreichischen Eskorte zurück. 1859, nach den französisch-italienischen Siegen über die Österreicher in der Lombardei, wurde Leopold durch eine unblutige Revolution in Florenz ausgewiesen, und die Toskana vom Königreich Sardinien-Piemont annektiert.

## Florenz als kurzzeitige Hauptstadt Italiens und danach
Zwischen 1865 und 1895 kam es zu einem größeren urbanistischen Umbau des Stadtzentrums, der als Innerstädtische Sanierung von Florenz bezeichnet wurde (italienisch Risanamento di Firenze). Die kurze Hauptstadtperiode 1865 bis 1871 (15. September 1864 bis 20. September 1870) wirkte hier als Auslöser. Der Plan Poggi des Architekten Giuseppe Poggi sollte der mittelalterlich geprägten Stadt einen Modernisierungsschub vermitteln, der stark wachsenden Bevölkerung Rechnung tragen und den Hochwasserschutz verbessern.
In diesem Zusammenhang vertrat Poggi den Abriss der Stadtmauern wenigstens im Norden der Stadt, die Realisierung der Aussichtsstraße Viale dei Colli südlich des Arno, die Errichtung eines großen Exerzierplatzes, eines Hauptbahnhofs, eines Schlachthofs und eines Gasometers. Die Arbeiten begannen im Mai 1865 und dauerten fünf Jahre. Um den Stadtumbau so schnell durchführen zu können, wurde vielfach zum Mittel der Enteignung gegriffen.
An die Stelle der abgerissenen Mauern traten die Viali di Circonvallazione (Ringstraßen) nach Pariser Vorbild. Um die ehemaligen Stadttore, die zumeist erhalten blieben, wurden große Plätze angelegt. Hier entstanden Wohnsitze des Großbürgertums.
Als Höhepunkt der Panoramastraße Viale dei Colli entstand der Piazzale Michelangelo, ein Aussichtspunkt, der zum internationalen touristischen Markenzeichen der Stadt wurde. Neue bürgerliche Stadtviertel entstanden, etwa die Piagentina, die Gegend um die Piazza Savonarola, San Jacopino (oder Pignone).
1869 wurde bereits das Vorhaben einer Sanierung des Mercato Vecchio anvisiert – hier sollte ein großer Platz mit „Galleria“ entstehen – der Verlust der Hauptstadtfunktion an Rom führte aber zu einer Planungspause. Die Stagnation und Krisenstimmung wurde aber bald überwunden. Es ging nun um die Schaffung eines modernen Zentrums inmitten der Altstadt. Die Piazza della Repubblica, damals Piazza Vittorio Emanuele II, sollte dieses Zentrum schaffen. Am 2. April 1885 wurde das Projekt beschlossen, in der Folge die betroffene Bevölkerung rasch evakuiert und die Grundstücke expropriiert. An der Stelle historischer Palazzi, Kirchen und Monumente entstand ein modernes bürgerliches Zentrum. 1890 wurde das Reiterstandbild des Königs in der Mitte des noch unfertigen Platzes aufgestellt (es steht heute am Piazzale delle Cascine).
Der wirtschaftliche Aufschwung durch Tourismus und Modernisierung forderte also Opfer, speziell in der kurzen Periode in der Florenz nach Turin und vor Rom kurz die Hauptstadtfunktion ausübte und in den letzten zwei Jahrzehnten des 19. Jahrhunderts.
Nachdem die Stadtbevölkerung sich in diesem Jahrhundert verdoppelt hatte, verdreifachte sie sich im 20. Jahrhundert und profitierte stark von den neuen Wirtschaftszweigen des Tourismus und der Industrie, während auch Fernhandel und Finanzwirtschaft wieder aufblühten. Bei einer Volksabstimmung von 1946 stimmten die Florentiner gegen den Erhalt des Königreichs und für die Republik Italien. Von 1946 bis 1950 regierte eine Koalition aus Sozialisten und Kommunisten die Stadt. Es vollzog sich ein rascher wirtschaftlicher und sozialer Wandel und Aufschwung. Die Jahre bis 1964 waren durch den christlich-sozialen Bürgermeister Giorgio La Pira, sindaco von 1950 bis 1956 und 1960–1964, geprägt. Die Arno-Flut vom November 1966 beschädigte zahllose Kunstschätze und forderte 34 Menschenleben, wobei die genauen Angaben von den Behörden jahrzehntelang unter Verschluss gehalten wurden.

### Exil und Verfolgung in Florenz während des Faschismus
Nach der NS-Machtübernahme in Deutschland Anfang 1933 siedelten sich viele emigrierte deutsche Intellektuelle in und um Florenz an. Nicht alle von ihnen waren Emigranten im politischen Sinne, sondern verließen Deutschland oft nur, weil ihnen das kulturelle Klima in der Heimat nicht behagte. Das gilt etwa für den Kreis um Hans Purrmann, der ab 1935 die Villa Romana in Florenz leitete. Zu diesem Personenkreis zählte unter anderem der Schriftsteller Kasimir Edschmid, der am Deutschen Kunsthistorischen Institut arbeitende Kunsthistoriker Werner Haftmann sowie die Bildhauer Toni Stadler und Gerhard Marcks. Auch wenn es sich bei der Villa Romana um eine private Stiftung gehandelt hat, war sie doch dem Einfluss des deutschen Propagandaministeriums unterworfen und arbeitete unter der Beobachtung durch die NSDAP-Auslandsorganisation. Für jüdische Künstler war der Zugang zu dieser Einrichtung deshalb nicht denkbar.
Politisch und rassistisch Verfolgte fanden sich dagegen vorwiegend in den Kreisen um den Verleger Kurt Wolff, die Schriftsteller Alfred Neumann und Karl Wolfskehl oder am Landschulheim Florenz. Sie waren zumindest bis 1938 keinen schwerwiegenden Verfolgungen durch die italienischen Behörden ausgesetzt, wenngleich viele von ihnen aus Anlass des Hitlerbesuchs im Frühjahr 1938 vorübergehend verhaftet worden waren. Wenigen ging es dabei so schlecht wie dem Schriftsteller Walter Hasenclever, der in die Festung Massa verbracht wurde. Kurt Wolff dagegen, der in einem kleinen Ort in der Nähe von Florenz wohnte, wurde vom dortigen Bürgermeister gewarnt und konnte samt Familie nach Frankreich ausweichen. Die ebenfalls während des Hitlerbesuchs im Florentiner Gefängnis inhaftierten Werner Peiser und Robert Kempner, die Leiter des Landschulheims Florenz, durften gar im Gefängnishof weiter unterrichten und sich auf eigene Kosten Essen von einer benachbarten Trattoria kommen lassen.
Nach der Verabschiedung der italienischen Rassengesetze am 1. September 1938 verschärfte sich aber auch in Florenz und Umgebung die Situation für die deutschen Emigranten. Vor allem die jüdischen Emigranten waren schnell zur abermaligen Flucht gezwungen oder hatten diesen Schritt, wie etwa Karl Wolfskehl, schon nach dem Hitlerbesuch in Italien im Frühjahr 1938 vollzogen. Noch prekärer wurde die Situation nach der Besetzung von Florenz durch die deutschen Truppen in der Zeit vom 11. September 1943 bis 11. August 1944, in deren Folge es zu Razzien und anschließenden Deportationen nach Auschwitz kam.
Während der Zeit der Besatzung amtierte in Florenz der deutsche Konsul Gerhard Wolf. Er ging wegen seines betont gemäßigten Standpunkts als „Il Console di Firenze“ (Konsul von Florenz) positiv in die Geschichte ein. Wegen der Bewunderung, die Adolf Hitler während seines Florenzbesuchs im Jahr 1938 für den Ponte Vecchio empfand, wurde beim Abzug der deutschen Truppen diese Brücke als einzige in Florenz nicht zerstört, sondern nur ihre Zufahrtsstraßen unpassierbar gemacht.